# Hinduizmus
India autentikus ősi vallását hinduizmusnak (szanszkrit: हिन्दू धर्म: átírásban: hindu dharma, सनातन धर्म: Szanátana dharma) vagy bráhmanizmusnak nevezzük. A kereszténység és az iszlám után a harmadik legnépesebb vallási formáció; a világon kb. egymilliárd ember világnézetét képezi. A hinduizmus nehezen definiálható, a történelem során dinamikusan fejlődő vallási rendszer, amely napjainkban is alakul, formálódik. Megnyilvánulási formái a népi vallásosságtól kezdve a papi értelmiség bonyolult rituáléin keresztül a transzcendentális meditációig és fejlett filozófiai rendszerek kialakulásáig terjednek.
A hinduk ősidők óta ugyanazon névvel jelölik a vallásuk alapjául szolgáló elvet, magát az egyetemes hindu vallásrendszert: szanátana dharma (a. m. „örök rend” vagy „örök törvény”). A hinduk többségének szemében nem filozófiai kérdést jelent a vallás, hanem arra való törekvést, hogy az életüket összhangba hozzák azokkal az elvekkel és gyakorlatokkal, amelyek jobb újjászületéshez vagy akár a megszabaduláshoz (móksa) vezetnek.
A hinduizmus azoknak a különféle, sok esetben egymástól igen távolinak tűnő hitrendszereknek és szent írásokban lefektetett gyakorlatoknak gyűjtőneve, melyeknek alapvető világnézetét a szanátana dharma határozza meg. 
A világvallások közül az egyetlen, amelynek nincs azonosított alapítója, egyetlen meghatározó hitvallása, központi hatósága, állandó panteonja, általánosan elfogadott szentírása, és a hiedelemrendszere sem ellentmondásmentes.
A világ vallásai közül kitűnik dogmatika-mentességével, nagy toleranciájával és a missziós tevékenységek hiányával is. Nézetrendszere és filozófiája kísérletet tesz a létezés csaknem minden aspektusának feltárására.

## A bráhmanizmus és hinduizmus fogalma
A két elnevezés egymással felcserélhető fogalmak, bár a két kifejezés eredete eltér egymástól. Néhány indológus a 19-20. században úgy vélte, indokolt bizonyos árnyalatbeli megkülönböztetés a két megnevezés között, azonban ma már szinonim fogalmak, bár a hinduizmus szóhasználat elterjedtebb.
Bráhmanizmusról az i. e. 1. évezred kezdete óta beszélhetünk, a monopolhelyzetbe került papság (bráhmanák) széles körű társadalmi szerepvállalásának megjelenésétől. A szó az indiai papok kasztjának (bráhmanák) nevéből származik, és nem Brahma isten nevéből, mint azt korábban feltételezték. A „védikus vallás” és a brahmanizmus megkülönböztetése is indokolt, hiszen az ősi vallási és társadalmi gyakorlat lényegesen különbözik azoktól az alternatív tantrikus és szektás formáktól, amelyek a vallás fejlődése során számos nem-védikus szövegekkel együtt a hagyományba kerültek.
Indiában a mai fővalláson (tágabb értelemben) még a bráhmanizmust értik, amely alapul szolgál a későbbiekben a hinduizmusnak és a buddhizmusnak is.
A hinduizmus összefoglaló elnevezést a 19. században alkották meg az Indiában létező vallásokra alkalmazva. Földrajzi eredetű szó, az Észak-Indiát elözönlő muszlimok az Indus-vidék lakóit nevezték hinduknak, a folyónév perzsa alakjából képezték a nem iszlám hitű lakosság nevét. Tágabb értelemben az i. e. 3. évezredbeli, az árják megjelenése előtti vallási formációkat is a hinduizmus megnyilvánulásaként értelmezhetjük. Szűkebb, mai értelmezésben a hinduizmus kifejezést attól az időszaktól használjuk, amikor az őslakók által hirdetett vallási (autochon) elképzelések összeolvadtak az upanisadok lélekvándorlást és megváltást hirdető tanaival. Ettől az időszaktól jellemző a brahmanák kiváltságos helyzetének elismertsége is.
Téves az a nézet tehát, hogy a hinduizmus a brahmanizmus valamiféle megreformált változata, vagy annak a modern korhoz igazított továbbfejlesztése lenne. Az indiai szubkontinens uralkodó vallása annyira sokrétű és összetett, hogy európai értelemben vett vallási fogalmak csak nehezen alkalmazhatók rá. Talán az egyetlen, ami biztos pontot jelenthet a vallás lényegének megértéséhez, az az ún. örök érvényű világtörvény, a szanáthana dharma általános tisztelete, amely minden hindu számára a vallás alapját képezi.

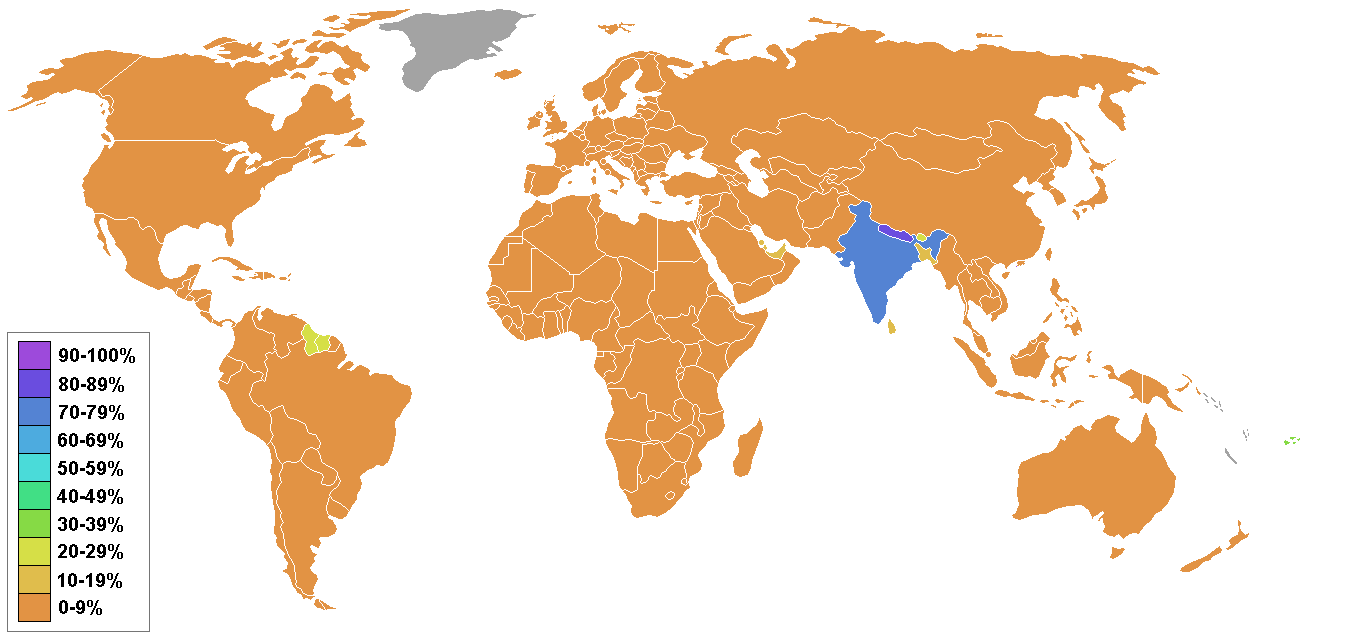
A hinduizmus elterjedtsége a világban

Az indiaiak bár használják a „hindu” kifejezést, vallási hovatartozásukat annak alapján határozzák meg, hogy kit tekintenek a legfőbb istenüknek. A két legnagyobb vallási csoport a visnuiták (vaisnavák, vaisják vagy vaisvák) – azaz Visnu isten és megtestesüléseinek (Krisna, Ráma) követői, illetve a saivák – azaz Siva isten követői.
A hinduizmus fogalmát ma a kutatók szinte egyöntetűen az indiai kultuszok és vallási formák gyűjtőnevének tekintik, amely rendkívül sokrétű, heterogén vallási képződmény, ezért ezt a terminust meglehetősen tág összefüggésben tárgyalják. A hinduizmus magában hordozza a védikus vallást, a brahmanizmust, a tantrizmust és az indiai lokális vallásokat is. A különböző vallásos hitek, az imádat, a szertartások és hagyományok különböző fajtái foglalnak helyet egymás mellett.
A hinduizmusban a vallásos életnek a Földön kialakult csaknem valamennyi megjelenési formáját felöleli. Különféle vallások laza szövetsége ez, amelyek közös tana a karma, dharma és a lélekvándorlás. A sok ezer isten vagy félisten – beleértve a mitológiai alakokat, növényeket, hegyeket, állatokat, tárgyakat – a vallás hagyományos megközelítését megnehezíti. 

## India vallásai

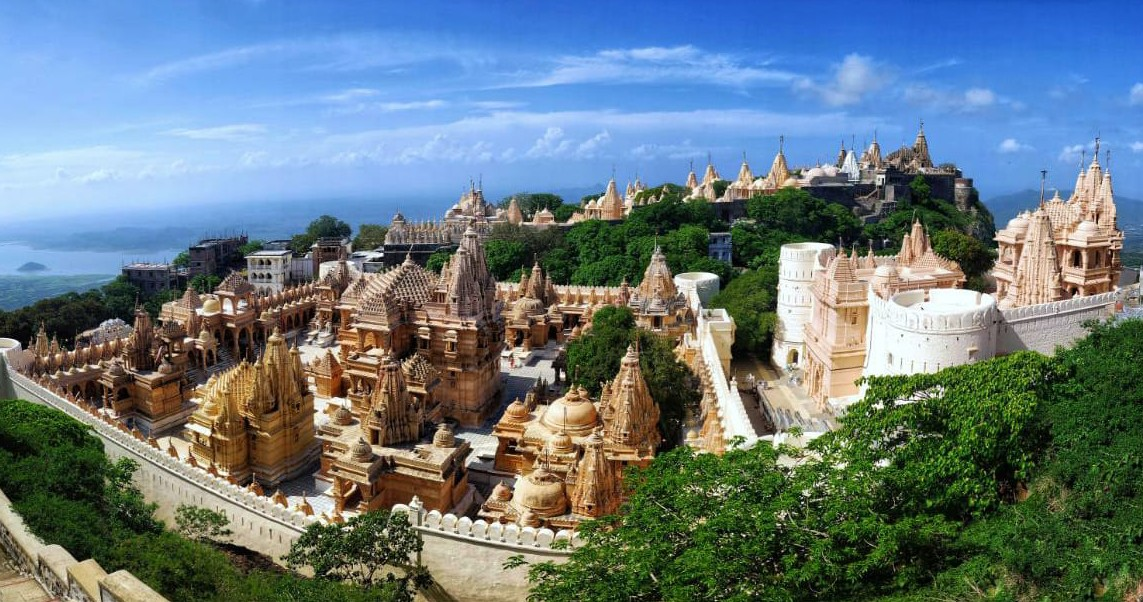
A legnagyobb hindu szentély, Satrandzsáj Tirt

Az indiai eredetű világvallások (hinduizmus, buddhizmus, dzsainizmus) kapcsolatban állnak egymással vagy a gyökereiket tekintve, vagy a filozófiai elképzeléseikben, ugyanakkor ezek különböző szektái még azonos istenhit mellett is szélsőségesen eltérhetnek egymástól.
A társadalom szociális szerkezete, a sajátos, többszintű kasztrendszer, a mintegy 325 nyelv és annak körülbelül 2000 dialektusa és 25 írástípusa tovább bonyolítja a vallás vizsgálatát. A hinduizmusban egységes, bürokratikusan szervezett és központilag kodifikált vallási rendszer nem figyelhető meg, rendkívül széles a spektrum a vallás fejlett filozófiai eszmerendszere és a népi vallásosság hiedelemvilága között.
India lakosságának mintegy 80%-a a hinduizmus valamelyik áramlatának a hívője, ugyanakkor az iszlám befolyása erős, a lakosság 14%-a muszlim. Jóval kisebb számban jelen vannak a keresztények (2,3%) és a szikhek (1,7%) is. A buddhisták (0,7%), a dzsainák (0,4%), a zsidók és a párszik (0,4%) közé a népesség töredéke tartozik. Ez a kisebbség azonban, az indiai szubkontinens népességéből adódóan meglehetősen nagy lélekszámot jelent.

## A tan

### Alapfogalmak az indiai vallásokról
A hindu vallásrendszer nem kinyilatkoztatott vallás, fejlődése évezredeken keresztül nyomon követhető a legrégebbi totemisztikus, fetisiszta hitek megjelenésétől napjainkig. A fejlődés nem egységes. A különböző változatok, ágazatok és szekták egymás mellett, egymást tolerálva fejlődtek, így kialakult, minden hívő számára kötelező és elfogadható dogmatikája nincs. A sokféleség és a változatosság alapja az az egész hitrendszert átható nézet, hogy a végső „egy” a hívőtől függetlenül létező valóság, a hozzá vezető út, a megközelítés másodlagos. Híveitől azonban nem követeli meg egy túlvilági, mindenható-teremtő és a történelem során megtestesülő lény tiszteletét, mint ahogy például az a kereszténység, iszlám vagy a zsidó vallás esetében jellemző, sem pedig azt, hogy megtagadjanak egy természet feletti létezőt, mint a buddhizmusban.
A hinduizmus olyan, többnyire teista világkép, amelyet henoteizmus, monoteizmus, politeizmus, panteizmus, panenteizmus, monizmus ível át. Még ateizmus és egyfajta animizmus is megtalálható benne. Megtalálható benne a fétisek, hegyek, folyók, növények, állatok, démonok és szellemek kultusza, helyi hősök, továbbá a szentek és istenek iránti hódolat, egészen a legmagasabb rendű egyistenhitig, a misztikus panenteizmusig, A hinduizmus az egyénre bízza annak eldöntését, vajon ateista, panenteista vagy teista kíván-e lenni, vajon Visnut vagy Sivát vagy valamelyik inkarnációját tekinti-e a világ irányítójának. Semmi akadálya annak, hogy egy hindu Krisztust Isten megtestesülésének tartsa, vagy Isten prófétájának Mohamedet, elzarándokoljon keresztény szentek (pl. Xavéri Szent Ferenc goai) sírjához vagy muszlim pírek nyugvóhelyéhez, és felhasználja különféle más hitformák kultikus ábrázolásait, ájtatos történeteit, és magát mégis ortodox hindunak tartsa.
A hinduizmus minden megnyilvánulási formáját vallássá teszi. Ebben a vallásban nincsenek egységes, határozott elméletek a világ kialakulásáról, a lélek lényegéről vagy más, nyugaton vitatott metafizikai kérdésekről. A hindu pantheon megszámlálhatatlan istenei a mitológiák különböző változataiban eltérő, önmaguknak is ellentmondó tulajdonságokkal rendelkeznek, istenek és istennők egyik változatban jóságos és gondoskodó, másikban vérengző és pusztító alakot ölthetnek.
„A hindu vallás nem egy olyan kert, amelyet kertészek hoztak létre, és utódaik évszázadokon keresztül gondoztak, ápoltak, alakítottak, hanem buja dzsungel, amelybe gondolkodók, szentek és próféták megpróbáltak ösvényeket vágni.”
A hindu filozófusok a Dharmát, illetve a karma törvényét, mint a világ felett álló legfőbb princípiumot tekintik elsődlegesnek, szemben a Visnut vagy Sivát, mint a mindenben jelenlévő és megnyilvánuló legfőbb urat imádó istenhívőkkel. Az ellentét azonban csak látszólagos. A hinduk nem hisznek abban, hogy létezik – létezhet – olyan koherens metafizikai rendszer, amely önmagában képes leírni a világ teljességét.
Talán az egyik legáltalánosabban elfogadott kritériuma a hinduizmus meghatározásának az a nagy mennyiségű szanszkrit nyelvű ókori irodalom, amely eredetileg szóban (szrúti, azaz „hallható”) került átadásra az arra kiválasztottaknak, a Véda vagy a Védák. A Véda tekinthető egyfajta szent szövegek gyűjteményének, kinyilatkoztatás, amelyben az abszolút létező feltárja a megtámadhatatlan végső igazság lényegét. Ennek ellenére a Védák tartalma gyakorlatilag a legtöbb hindu számára ismeretlen, így ritkán merítenek belőle útmutatást, vagy tanácsot. Ennél sokkal összetettebb szerepe van, a hindu önazonosság hiteles forrása. Azok a vallási áramlatok Indiában, amelyek visszautasítják a Védák érvényességét (például a materialisták, buddhisták, dzsainák), gyakorlatilag hűtlenek a hagyomány gyökereihez, ezért heterodoxnak tekinthetők.

#### A dharma mint világtörvény
A hindu vallás követői vallásukat, a hinduizmust, a „dharma” elnevezéssel illetik.
A dharma egyetemes, a mindenséget átható világtörvény, amelyhez minden létezőnek igazodnia kell, legyen az élő, élettelen vagy isteni eredetű a világegyetemben. A dharma nem keletkezik, nem múlik el, öröktől fogva létezik és örökké létező is marad, eredete a végtelenbe vész. Átfogja a természeti törvények rendszerét, az ember mentális életében pedig erkölcsi kötelezettséggé lesz.
A kifejezés jelentése magában foglalja az olyan fogalmakat, mint "az igazság", "etika", "kötelesség", "törvény", "kozmikus rend" és "végső igazság". Szó szerint, a dharma jelentése "ami összetart", és így a hinduizmusban ez az alapja minden rendnek, legyen az akár természeti, kozmikus, társadalmi vagy morális. A dharma jelenlétének és erejének következménye, hogy amit a hindu cselekszik, sokkal fontosabb, mint az, amiben hisz, mivel tetteit a törvény szellemében hajtja végre.
A dharma legfontosabb következménye, hogy az ideális emberi társadalom alapvetően hierarchikus. Mindenkinek megvan a maga jól körülhatárolt helye és szerepe a közösségben. A dolgok nem csak úgy maguktól történnek, hanem a törvénynek megfelelően, tehát igazságosan. Az emberek különböznek egymástól, különböző adottságokkal, hajlamokkal és képességekkel születnek. Ezek a különbségek sorsukat és feladatukat is meghatározzák, ennek megfelelően tagozódnak a társadalomba a gondosan körülírt kasztok és osztályok szintjein. A hinduk saját életük során is a dharma törvényei szerint élnek, sajátos életszakaszokat határolnak el életük során, hogy személyes fejlődésükön keresztül megszabaduljanak (móksa) az örök körforgás (szanszára= ciklikus újjászületés és halálozás) rabságából.
Visnu, a hindu „szentháromság” (trimúrti) egyik istene a hindu világkorszakok légüres terében álmodja újra a világot, amelynek minden létező atomja már keletkezésekor (Brahma a „teremtő” munkája nyomán) a dharma törvényét fogja követni. Ősprincípium, amelynek nem a tanulmányozása hozza meg az üdvözülést a kiválasztottak számára, hanem mindentől független kényszerítő erő a világegyetemben. A dharma tehát a természeti törvényeket, az ember erkölcsi törvényeit és a vallási előírások bonyolult rendszerét szabályozza. A dharmának ellenállhatunk, hiszen az ember szabad akarattal megáldott lény, de akkor szembe kell néznünk a negatív következményekkel, amelyek előbb vagy utóbb teljes bizonyossággal bekövetkeznek. Erkölcsi szempontból a dharma nem csak általános emberi, etikai vagy rituális előírásokat tartalmaz az egyén teljes életében követendő cselekedetekről, hanem a mélyen differenciálódott társadalmi rétegek (kasztok) számára különleges, csak rájuk vonatkozó rendelkezéseket is előír, sőt ezek az előírások még életszakaszok szerint is eltérnek.

#### A Karma mint cselekvés

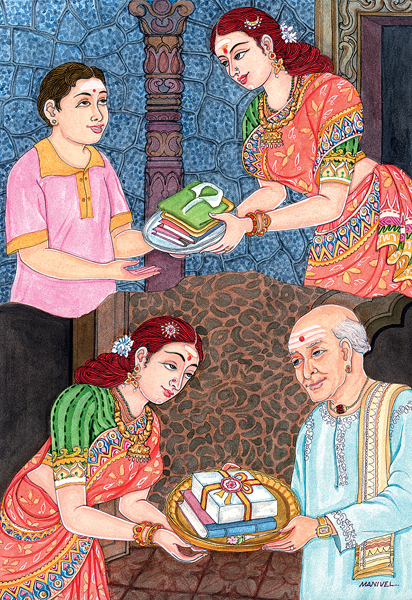
Illusztráció a karmához

Ha a dharmát, mint a világegyetemet átszövő hálót képzeljük el, amelyhez minden létező kötelező érvénnyel kapcsolódik, úgy a Karma mint tett és cselekvés, a hálóra felfűzött létezők kölcsönhatása, amely az ok-okozati összefüggések végtelen láncolatát hozza létre.
A kölcsönhatások rendszere nem valami fátumszerűen ható, megmásíthatatlan felsőbb akarat következménye, hanem a létező közvetlen cselekvésének és előző cselekedetei jutalmának vagy büntetésének eredője. Sors tehát abban az értelemben, hogy döntési helyzeteink már eleve bizonyos kiindulási feltételek szerint alakulnak, azonban döntéseink során mindig megmarad a választás szabadsága.
Mivel az elképzelhetetlenül sok élőlény, amely világunkat lakja, az öröktől fogva létező „lélek” egy bizonyos megnyilvánulási formája, a jó és rossz cselekedetek száma szinte végtelen.
Az eredendő Karma az ősanyag (prakriti) első rezdülése. Első megnyilvánulásában különböző létfokozatokon keresztül átívelő cselekedetek láncolatát hozza létre. Az „élő” e létfokozatok egyre magasabb szintjein haladva tapasztalja meg a teljes Létezést, ismeri meg a Mindenséget. Erőfeszítéseket tesz, karmája szerint él, lázad vagy beletörődik sorsába, de lelke visszavágyódik a karma nélküli világ örökkévalóságába.
A karma tehát nem az eleve elrendeltséget jelenti, hanem az ok-okozati összefüggések végtelen láncolatát. Mivel a törvény (dharma) az élőlények szabad akaratát meghagyja, a karma törvénye csak annyit mond ki, hogy bármit cselekszünk, annak következménye lesz, tetteink szándékától függetlenül. A Bhagavad-gíta szerint a karma önálló törvényeknek engedelmeskedik, a következmények magasabb törvényeket szolgálnak, minthogy a halandó azt fel tudná fogni, megérteni. Két alapvető nézet jelenik meg a karma szerepével kapcsolatban, az egyik szerint a karma az az ok, ami miatt az emberek és a társadalom szintjein az egyenlőtlenségek megjelennek, a másik azonban nem rendel különösebb értéket a jó és rossz cselekedetekhez. A Bhagavad-gíta a két nézet egyeztetésére azt a szemléletet ajánlja, mely szerint nem létezik objektív igazság, ami alapján eldönthető lenne, mi a jó és a rossz, ezek relatív fogalmak, a jó lehet rossz egy másik értelmezési szinten, avagy a távoli jövőben. A jó és a rossz pusztán vágyaink kivetítése. E filozófiai tartalom ellenére sok hindu hisz abban, hogy „jó tett helyébe jót várj”, azaz a jó cselekedeteknek kizárólag jó következménye lehet.

#### Alélekvándorlás

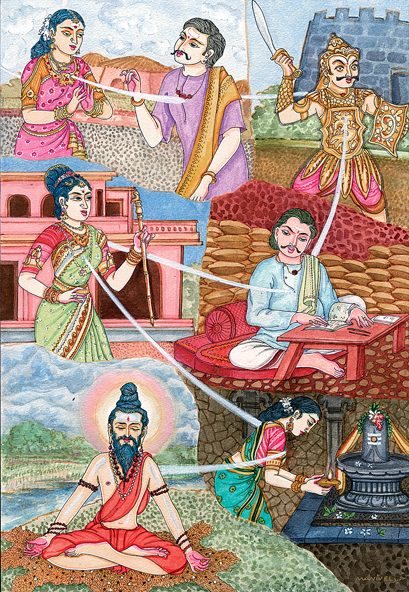
A lélekvándorlás ábrázolása

A lélek örökkévaló, a test átmeneti. A lélek útja a létformák megismerése, az öntudat tökéletesítése a dharmának megfelelő tettek által. A lélek útja tehát a dharmától vezényelt újjászületések útja. Az élő útjának tökéletesedését a Szanátana Dharma biztosítja, vagyis az „Örök Törvény” egyre tisztább megismerése.
Az öröktől fogva létező lélek (átman) szüntelenül járja körforgását (szanszára) a létformák milliárdjai között, újjászületéseinek anyagi minősége előző tetteinek jutalma vagy büntetése. A lélek nem szűnik meg és nem keletkezik, a nagy világkorszakok végén az anyagi semmi állapotában is megmarad, és az új anyagi világ létrejöttekor testesül meg.
A körforgás célja a mindenség teljességének megismerése, a létezés minden aspektusának átélése. A hindu filozófusok és hittudósok annak függvényében, hogy ateista, teista, vagy panenteista iskolát képviselnek, eltérő választ adnak arra a kérdésre, hogy a szanszára ciklusából milyen módon lehetséges a szabadulás, létezhet-e a teljes megismerés, vagy hogy ennek elérésekor mi történik a lélekkel. A Dharma tisztelete, betartása és megőrzése szükséges, de nem elégséges feltétele a szanszárából való megszabadulásnak.
A lelki, szellemi és testi lemondások (jógák), a vallásos hit és áldozatok (bhakti), a jó cselekedetek és rítusok (karma-jóga), vagy a megismerés útja (dnyána) mint lehetőség áll a hívő rendelkezésére, hogy egyesüljön a „végső valósággal”.

#### A kasztok és törvények
A dharma törvénye az összességében rendezett világegyetem vezérlő fonala, amely az embert mint társadalmi lényt is pontosan körülhatárolt feladatokra készteti. Ezek a feladatok nem egyéni választás vagy kinevezés, hanem öröklődés (beleszületés) útján kerülnek kiosztásra, az ősidőktől fogva kijelölt szabályok szerint. A társadalom rétegei, a kasztok, szigorúan előírják tagjaik számára azt, hogy mit tehetnek és mit nem a vallási rituális megnyilvánulásaikban, a munkában, a házasságban, az étkezésben és a legegyszerűbb mindennapi tennivalókban.
A legfelsőbb kaszt a bráhmanák (papok) kasztja, akik a legnagyobb mértékű szellemi és erkölcsi tisztaságuk miatt a legközelebb állnak az istenekhez. Az utánuk következő második kaszt a harcosok kasztja (ksatriják), akik a fennálló társadalmi rend védelmét látják el, számukra bizonyos előírások módosulnak (például a hús fogyasztása engedélyezett). A harmadik kaszt a dolgozók (vaisják) kasztja, elsősorban a gazdasági tevékenységeket folytatók tartoznak ebbe a körbe, az ipar, a kereskedelem, a földművelés és az állattenyésztés területein dolgozók. Ez a három felső kaszt jogosult a védák tanulmányozására, az ezek alatt létező kaszt tagjai alantas foglalkozást űznek, szolgálnak a felső három kaszt számára (súdrák). A négy kaszton kívül esők az érinthetetlenek (asprisják vagy páriák). Ők tisztátalan mesterséget folytatnak, mint például az utcaseprők, WC-tisztítók vagy a tolvajok. Az említett kasztok számtalan alcsoportra bonthatók, a hindu társadalom rétegződése szempontjából több ezer kasztról beszélhetünk. Az azonban, aki nem hinduként született, az összes kasztbelihez képest alacsonyabb helyet foglal el a világban, nincsenek kaszt szerint besorolva, nem kaptak eredendő, rájuk nézve kötelező törvényeket.
Az ortodox hindu iskolák a kasztok tagjait szinte eltérő fajként tartják számon, akiknek bár vannak azonos tulajdonságaik, ám jogaik és kötelességeik szempontjából alapvetően különböznek.
A kasztrendszer Indiában a mai napig fennmaradt és máig a társadalom gerincét alkotja. Amíg az európai kultúrkörben a vallás- és államrendszerek, valamint a pénzügyi hierarchikus rétegződések szerint tagozódtak a társadalmak, addig Indiában szigorú vallási és örökletes szabályok szerint, amelyben a gazdagság, a hatalom másodlagos. Így a magasabb kasztok tagjai lehetnek szegények, az alacsonyabb kasztbeliek gazdagok. A vagyoni helyzet nem befolyásolja az egyénre kiszabott dharmát, amely öröktől fogva létezik. Mivel a kasztrendszerhez való tartozás nem kinevezés kérdése, hanem csak beleszületni lehet, és a hindu törvények kasztra és személyekre szabottan adottak, a hinduizmus sajátosan indiai jelenség, így ilyen szempontból nem világvallás. Térítő tevékenységet sem folytat.

#### A hindu időfelfogás
Az időfogalom az ind filozófia és a hindu mitológia egyik legfontosabb pillére. Egyrészt elhelyezi az embert a végtelen időben, másrészt hatalmas mértékeivel rávilágít annak időben sodródó, esendő voltára.
A mitológiai felfogás az Egyetlen Isten megsokszorozódásaként értelmezi Brahma születését, amikor Visnu köldökéből lótuszlevélen megjelenik a teremtő Brahma, aki a világ dolgait hivatott megteremteni.
Az idő Brahma életének folyama, amely egymásba ágyazott ciklusok sorozatából áll.
 Hossza száz Brahma-év, ami 311 040 000 000 000 emberi évnek (több mint háromszázezer-milliárd év!) felel meg. 
Brahma egy napja a nappalból és az éjszakából áll. Az élet csak Brahma nappalai alatt lehetséges, ennek végén bekövetkezik a világvége, amely azonban csak egyetlen világrendszert érint, itt is csak az emberek lakta földet, az alvilágot és a menny alsó rétegét. Ezután hosszú Brahmá-éj következik, amelynek végén elkezdődik az új világ teremtése. A Brahma-nappal, a kalpa (aión) ezer világkorszakot (csatur-juga) foglal magába, amelyek időtartama 4 320 000 emberi év. A nagy világkorszakok kisebb részekre (jugák) bonthatók:
- Krita(szatja)juga = 4800 istenév, 1 728 000 emberi év
- Tréta-juga = 3600 istenév, 1 296 000 emberi év
- Dvápara-juga = 2400 istenév, 864 000 emberi év
- Kali-juga = 1200 istenév, 432 000 emberi év

A Krita-korszakot a jog, az igazság és az erény jellemzi, de a korszak végén már feltűnik a rossz, a gonosz is. A további korszakok fokozatos erkölcsi romlása – dacára a korszakonként esetleg többször is megjelenő Visnu megtestesüléseknek – már megállíthatatlan. Visnu utolsó megtestesülése után, amikor majd lófejű harcosként (Kalki) felveszi a harcot a gonosszal, a földön megszűnik az emberi élet, és egy újabb Krita-juga veszi kezdetét. Amikor egy Brahma élete letelik, Siva elpusztítja a világot. Ekkor a teljes világ, az összes rétegével együtt megsemmisül, visszaalakul differenciálatlan ősanyaggá. Ebből a nyugalom hosszú időszaka után új, romlatlan univerzum keletkezik.
A világ mindenkori erkölcsi állapota tehát egyfajta szükségszerűség következménye, a gyakorlatban az idő, a korszak az, amely megszabja az erkölcs mibenlétét. Első látásra úgy tűnik, hogy a jugák törvénye a szabad emberi cselekvés ellen hat, azonban az emberi akarat (iccsha) és a megkülönböztetés képessége (vicsaksana) lehetővé teszi számára a produktív döntést a helyes élethelyzetek kialakítására. A hinduk úgy tartják, hogy a hanyatló korszakokban az istenek különösen jó oldalukat mutatják az emberek felé, hiszen tudják, hogy helyzetük nehéz.

### A hinduizmus forrásai

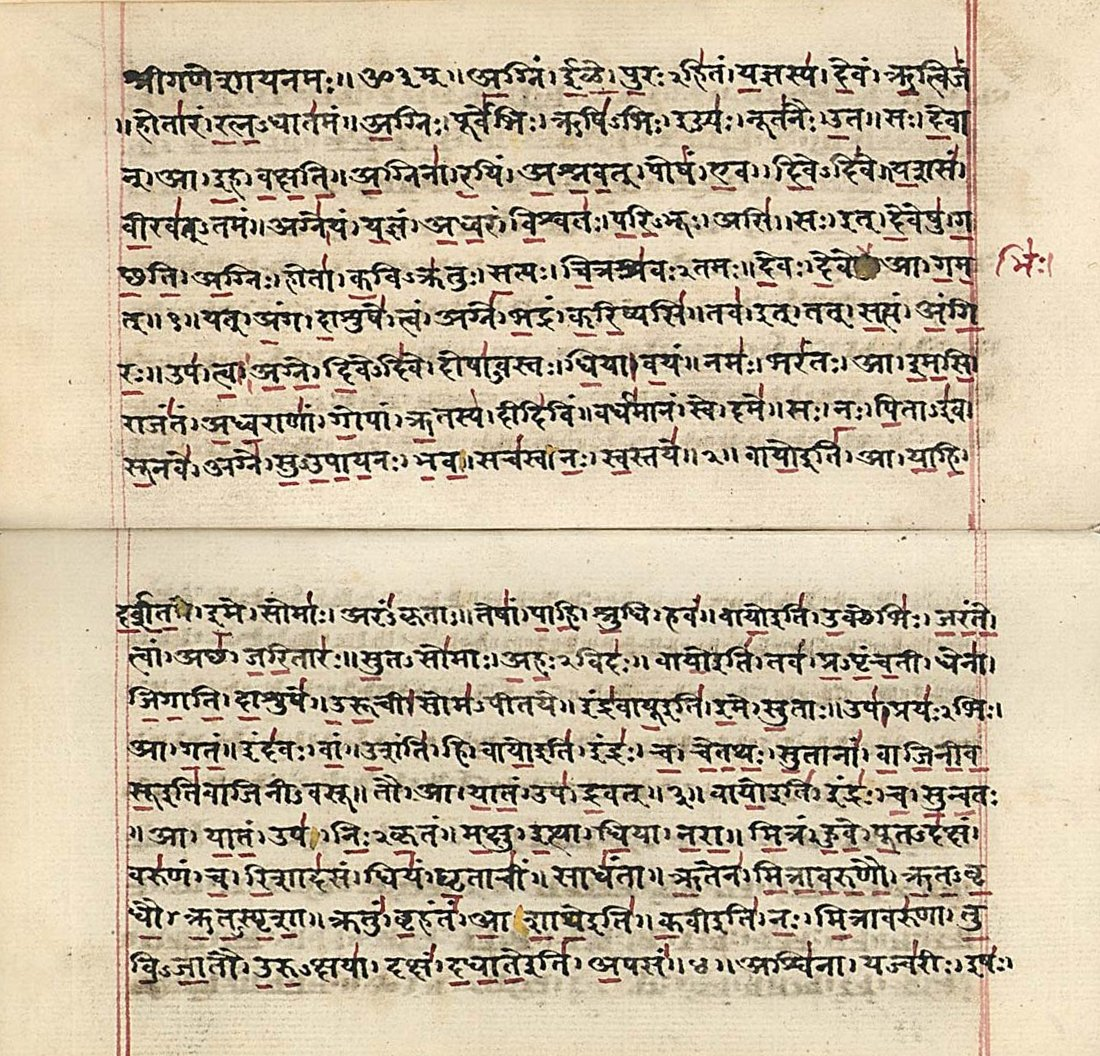
Rigvéda

A hinduizmus alapvető forrásai a védák (Véda, azaz tudás). Nem egy ember alkotása, hanem évezredek során formálódó hittételek összessége, amely kiegészítéseivel (brahmanák és Upanisadok) hatalmas mennyiségű ismeretanyagot, vallási előírást, filozófiai tézist tartalmaznak. A kutatók i. e. 1500–i. sz. 1500 közötti időszakra datálják a teljes mű létrejöttét.
A Védák a teisták szerint Isten (Ísvara) kinyilatkoztatásai, ebben hasonlít a Biblia vallásos értelmezésére, azonban keletkezésük helyben és időben különböző és bár az etikai törvények azonosak a Biblia tanításával, egymástól eltérő állításokat is megfogalmaznak a két vallás szent iratai.
Az ateista mimánszák szerint a Véda öröktől fogva létező szubsztancia, a szánkhják szerint azonban nem öröktől fogva létezik, mégis minden világban egyformán jelen van, mivel az öröktől fogva létező lélek emlékszik rájuk és átmenti korról korra a Védák szellemiségét. A panenteisták a mindent átható ősanyag (prakriti) első megnyilvánulásaként, leheleteként mint dallam, harmónia tekintenek rá.
A Védák négy fő részből (szamhita) állnak:
- Rigvéda – 1028 himnuszból álló gyűjtemény
- Számavéda – Az áldozati szertartások előkészületeinek énekei
- Jadzsurvéda – Áldozati szertartások közben mondott énekek
- Atharvavéda – „Varázsénekek”

Ezeket kiegészíti a brahmanák gyűjteménye, amelyben az áldozati szövegeket magyarázzák meg, illetve az Upanisadok, amely a Védákhoz kapcsolódó filozófiai értekezések gyűjteménye.
 Az Upanisadok legtöbb része az Kr. e. 7-5. században jött létre, mint a Védák utolsó fejezetei. A Védántáknak ( „A Védák összefoglalásai”-nak) is nevezett szövegek eltérnek az eredeti Védák hangvételétől, a rituális áldozatokkal kapcsolatos kérdéseket már filozófiai tárgyú gondolatok váltották föl. Az Upanisadok 108 fejezete a hinduizmus későbbi filozófiai alapjait teremtette meg.
A Védákat csak a legfelsőbb négy kaszt tagjai tanulmányozhatják, illetve a brahmanák magyarázhatják.
A Védákhoz járulnak a szent hagyomány szövegei (szmritik), amelyek tartalmazzák a legkülönfélébb tudományok vezérfonalait (szútráit) és tankönyveit (sásztráit). Szmritinek számít a hinduk két leghíresebb eposza, a Rámájana, és a Mahábhárata is.
A Rámájana Visnu egyik megtestesülésének (avatára), Rámának a harcát meséli el a feleségét elrabló gonosz démonkirállyal Rávanával, míg a több mint kétszázezer verssorban leírt Mahábhárata Bharata király leszármazottainak harcait, viszontagságait, testi és lelki gyötrődéseit önti költői formába. Ez utóbbi eposzt az teszi különösen fontossá, hogy tartalmazza azt a legtöbbször külön kezelt filozófiai tankölteményt, amelyet (tévesen, de érzékletesen) a „Hindu Bibliának” neveznek. Ez a költői betét a Bhagavad-gíta, azaz a „Magasztos szózata”, amelyben Visnu nyolcadik avatárja Krisna elmagyarázza Isten, a világ és a lélek lényegét.
A két eposzon kívül jelentős forrás a 18 purána. A purána szó jelentése „ősi” és elsősorban a védikus írások metafizikai, transzcendentális eredményeit foglalják össze, elsősorban isten megtestesülései és híveinek cselekedetei köré építve. Tizennyolc fő puránát különböztetünk meg, amelyek közül hat Visnuval, hat Sivával, hat pedig Brahmával foglalkozik. Kérdés-felelet formában írták őket. A legismertebb és legkiforrottabb puránának a Bhágavata-puránát vagy más néven Srímad Bhágavatamot tartják, amely a lélek tökéletesítésének módszereiről tanít.

### Filozófiai iskolák
Már a hinduizmus fejlődésének korai szakaszában megjelentek olyan törekvések, amelyek a rendkívül kiterjedt és sokrétű mitológiai rendszernek egységes filozófiai hátteret kívántak nyújtani. Ez elsősorban a megkérdőjelezhetetlen és nagy tekintélyű Védák magyarázataiban és értelmezésében nyilvánul meg. A filozófiai iskolák kimagasló alakjairól keveset tudunk, mert egyrészt az indiai szellem nem tartja különösen fontosnak a halandó személyek neveinek megőrzését, hiszen az általuk kifejtett gondolatok jelentősége számít, másrészt az alaposan rendszerezett, jól körvonalazott gondolati struktúrák meglehetősen ritkák. Az eszmei áramlatok elsősorban ún. vezérfonalakban (szútrákban) körvonalazódtak, amelyeket egyfajta világnézeti alapelveknek is tekinthetünk. Nem a nyugati értelemben vett filozófiai rendszerekről, hanem egyfajta "szemléletmódokról" (darsana) beszélhetünk tehát, amelyek egymás mellett és egymást kiegészítve fejlődnek.
Az ortodox hindu hagyomány hat darsanát ismer el, amelyek alapvetően eltérő módon értelmezik a világot és annak jelenségeit:
- Karma-mimánszá – eredetileg vallási rituálék végrehajtásával kapcsolatos tanulmányok, melynek szabályait Dzsamini (i. e. 300 körül) hozta létre, majd az i. sz. 700. körül önálló filozófiai áramlatként élt tovább a hagyományokban. A lélek valós mibenlétét elemzi. Tagadja az örökké létező, mindenható Isten meglétét, az egyetlen vezérlő elvnek a Dharmát tekinti.
- Védánta – A védák vége, amely a már említett upanisadok végső célját taglalja. Fő könyve a Brahmaszútra,[18] amely sokszor kétértelmű, talányos, aforizma jellegű szövegeivel a legkülönfélébb nézetek és istenértelmezések alapját képezi. Megtalálhatók benne az Isten-lélek-anyag háromság elmélete csakúgy, mint az isteni emanáció (tulajdonképpen panenteizmus, a mindenség Isten kisugárzása) és olyan jellegű illúzióelmélet is, amely szerint a világ illúzió, valójában csak Isten létezik.
- Szánkhja – A világalapelvek rendszerezett gyűjteménye,[19] amely számba vette (szankhja a.m. szám) a Minden Egytől származtatott elméleteket. Az i. sz. 5. századtól a szánkhja letisztult, elvetette a monisztikus létfelfogást, és elsődlegesen a megismerésre képes individuumok, önálló lelkek létezését tanította, amelyek az anyagi világtól elszakadva képesek megismerni az anyagtól független öröklétet. Az elsődleges vezérlő elv, a mimánszához hasonlóan, itt is az Örök Törvény.
- Jóga[20] (a.m. megfeszítés, edzés) – A meditáció gyakorlati megvalósításának szútrája, a szankhájával rokon eszmei alapokon, amely bár elismeri Isten létezését, de szerinte a világ történéseire nincs befolyása.
- Njája[21] (a.m. logika), világnézetileg a Vaisésikával rokon, dialektikus logikai rendszer.
- A Vaisésika[22] természetfilozófiai vizsgálódásokat tartalmaz, amely a kategorizált létezőkben fellelhető különbségeket és azonosságokat tárja fel. Kilenc egységet (szubsztanciát) különböztet meg, ezek a négy atomi elem (föld, víz, tűz, levegő), a három mindent átható entitás (az éter, a tér, és az idő), a lelkek összessége, valamint a lelkekhez kapcsolódó atomi "gondolat-szubsztancia".

A két utóbbi darsana álláspontja a mindenható és mindenütt jelenlevő Isten létezését illetően csaknem azonos: a világ ura és irányítója, a mindenben jelenlevő és megnyilvánuló Isten létezik, aki maga is ős-szubsztancia, és akár személyes vagy személytelen, Visnunak vagy Sivának hívják (az egyénre bízzák ennek eldöntését), befolyással van az univerzum minden történésére.
Látható, hogy a vallásos darsanák, eszméiket illetően, igen eltérő álláspontot képviselnek olyan alapvető kérdésben is, mint maga isten létezése. Ez a nyugati szemlélet számára rendkívül szokatlan vallási megközelítés alapvetően a Dharma tágabb értelmezésében nyer feloldást. Az Örök Világtörvény végső soron magára istenre is érvényes, akinek cselekedetei nem független megnyilvánulások. A legtöbb istenhívő filozófiai iskola istent egyenesen az ősoknak tekinti, amely a Dharmát mint akaratának megnyilvánulását értelmezi, és ha akarja, vissza is vonhatja. "Az egész világtörténet nem egyéb tehát, mint isten játéka önmagával".
A hinduizmus az indiai szubkontinens hatalmas kiterjedésének és nagyszámú népességének köszönhetően már korai története során különböző tanításokra, iskolákra, szektákra tagolódott. Ezek a szekták, attól függően, hogy kit tekintenek hitük központi alakjának, Sivát, Visnut vagy másokat (Brahmának gyakorlatilag nincs kultusza) a gazdag pantheon lakói közül, saját hitrendszereket dolgoztak ki, amelyek többsége valamelyik darsanához kötődik.
Sok szekta központi gondolata az istennek való áhítatos odaadás, (→bhakti), amely a végső üdvösség egyedüli lehetséges útja. Tantételük szerint az emberi gyengeség nem teszi lehetővé a megváltást, a szanszára kötelékeitől való megszabadulást, erre csak isten végtelen hatalma képes, akinek jóindulatát feltétlen odaadásunkkal kell megnyernünk.
Sankara, az i. sz. 8. században élt brahmana és filozófus nagyszabású kísérletet tett arra, hogy a védánta szövegek újraértelmezésével egységbe fogja a különböző, párhuzamos tantételeket és szektariánus nézeteket. A buddhista filozófusok tanításaihoz hasonlóan (kétfokozatú igazság) úgy vélte, hogy bár a vallási formák sokfélék lehetnek, a végső igazság az ember számára rejtve marad. A világillúzió (májá) mögött rejtőzik a végső valóság, amelynek megragadásához meditációval juthatunk közelebb. Világnézete szerint a személytelen „Minden-Egy” létezik, akinek hatása csak a „májá”-n belül érvényesül. A kultuszok és rituálék csak lépcsőfokok az abszolút megértéséhez, amely maga túl van minden szón és gondolaton. Sankara filozófiája a mai napig érezteti hatását, az ortodox hindu világnézet alapja.

### A hindu világkép és pantheon

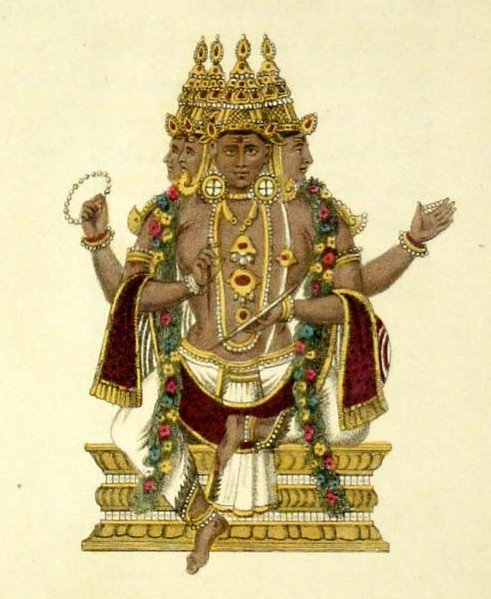
Brahma

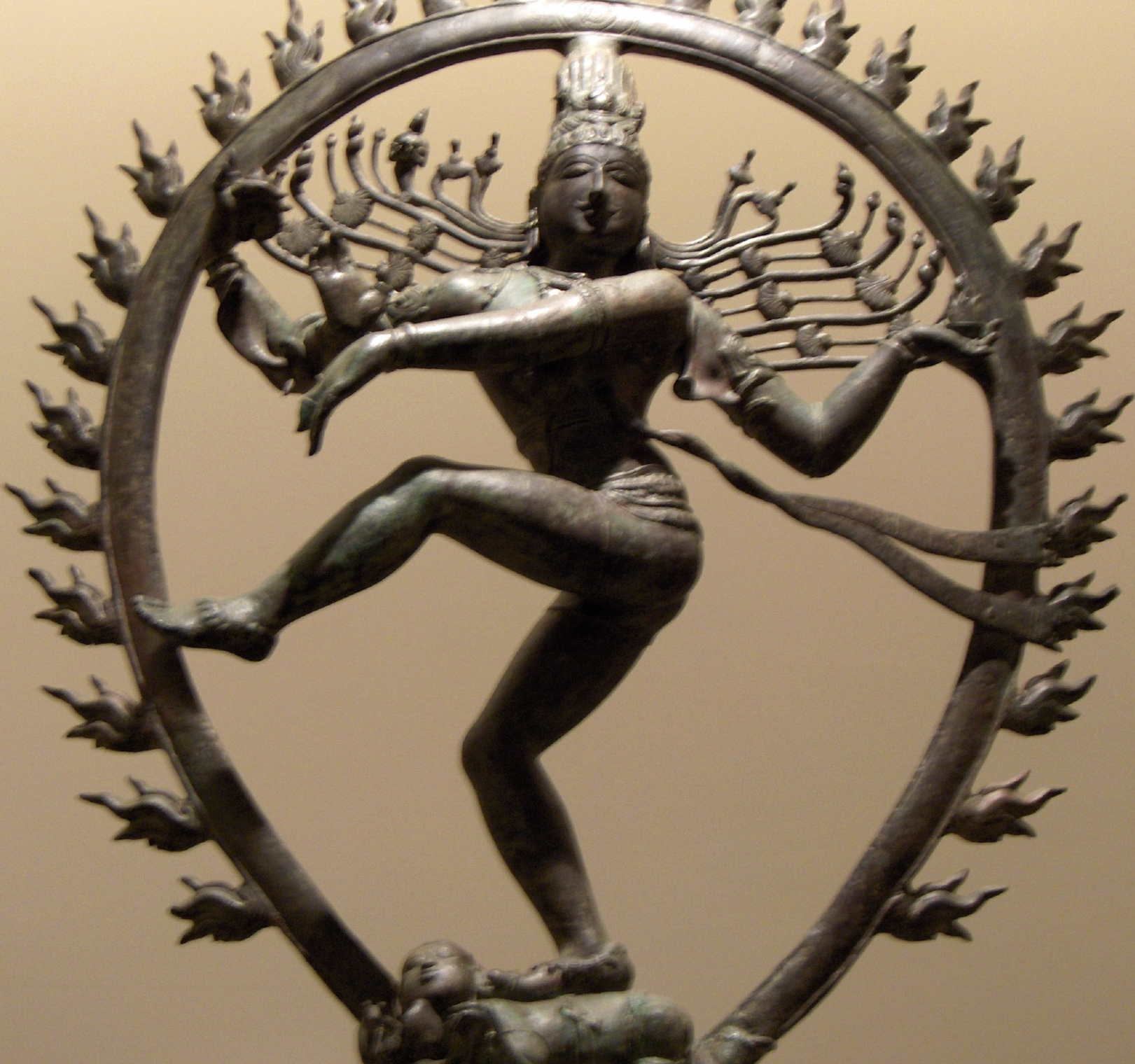
Siva

A puránák a világrendszert egy földkorongként képzelik el, amelynek középpontjában a Méru hegy áll. A föld alatt szellemek és démonok laknak, ide kerülnek a gonosztevők és itt van a hindu pokol. A föld felett egymásra rétegezett világok, az istenek és szellemek lakóhelyei vannak. A világrendszert burok veszi körül és végtelen számú hasonló társával, időtlen idők óta lebeg a világegyetemben.
Az upanisadok óta az istenek rangsora és jelentősége a mitológiákban folyamatosan változott, ma a hindu pantheon első helyét a Trimúrti, azaz a három isten: Visnu (a megtartó), Siva (a pusztító) és Brahma (a teremtő) foglalja el.
A védikus istenek tisztelete is megmaradt, így Indra, az istenek királya, vagy Varuna, Agni (a tűzisten) és Mitra sem vesztettek jelentőségükből. Ezek az úgymond másodlagos istenek megfelelnek a nyugati hitvilág "angyalainak", többnyire egy bizonyos ügyért, dologért, cselekedetek végrehajtásának sikerességéért felelnek (például az elefántfejű Ganésa). Emberfeletti képességekkel bírnak, ám ugyanúgy alávetettjei a Dharma, a Karma törvényeinek, és cselekedeteiktől függően akár alantasabb, esetleg emberi formában születhetnek újjá. Az ezernyi démon (ráksaszák), a több száz isteni, vagy isteni tulajdonságokkal felruházott lény, aszkéta, brahmana, az indiai vallást rendkívül sokszínű formációvá teszik, így szinte adódik a mitológiai tanköltemények és csodás elbeszélések hatalmas mennyisége.
A három főisten mégis különleges helyet foglal el a mitológiai rangsorban, mivel nemcsak egyfajta uralkodószerep jutott számukra, hanem minden lényhez hasonlóan, dharmájukat teljesítik be, amely a legmagasabb szintű Dharma, a világ egészére kiható következményekkel. Ennek megfelelően értékelik szerepüket a legkülönfélébb vallási irányzatok, szekták és filozófiai iskolák is, sőt, több iskola a "minden egy" elve alapján egyazon végső valóságot látja bennük, amelynek a három megszemélyesített isteni lény csak más-más megnyilvánulása.
Visnu a Védákban még kevéssé előkelő istenség volt, jelentősége az évszázadok során egyre nőtt, ahogy különféle hősökkel és istenségekkel azonosították. A világ fennmaradása felett őrködik, az emberiség erkölcsi tisztaságáért felel és veszély esetén, a romlás időszakaiban megtestesülései (avatárák) útmutatást nyújtanak a társadalmak fennmaradásához. Ezek a megtestesülések a következők voltak: hal, teknős, vadkan, ember-oroszlán, törpe, Parasuráma (baltás Ráma), Ráma és Krisna. A jövőben, a jelenlegi világkorszak végén mint Khalki, a lófejű istenség fog megtestesülni, hogy felvegye a harcot a gonosszal.
Visnu az örökké létező megtartó, aki a nagy világkorszakok (jugák) között emlékszik az összes lélekre vonatkozó karmikus elrendelésre, megálmodja az új világot, annak minden megnyilvánulásával együtt és vigyáz annak rendjére. Létrehozza (köldökéből kihajtó lótuszlevélen) Brahmát, a teremtőt, aki fizikailag teremti meg a világokat, a körforgásban a lelkeket fizikai testtel látja el, és mint demiurgosz, építőmesterként felfűzi a sorsokat az Örök Világtörvény mindent átható szövetére. Brahma dharmáját teljesítve visszavonul az öröklétbe, várva újabb jelenésére.
A Trimúrti legproblémásabb és leginkább vitatott alakja Siva, a pusztító, aki a védikus Rudra természetisten utódjaként, kezdetben mint a betegségek terjesztője és a pusztítás istene, de mint a nemzőerő megszemélyesítője (linga -phallosz- képében tisztelt isten) is megjelenik. Ő az, aki mérhetetlen aszketizmusával szellemi lénnyé válva, a világegyetem szövedékét uralja és bármikor képes felbontani azt. Dharmája a pusztítás, aki a nagy világkorszakok végén megsemmisíti a mindenséget, hogy Visnu majd tiszta lapokkal újjáteremthesse azt.
Ahogy Visnut, úgy Sivát is sok hindu a legfőbb istennek tartja, így Indiában két vallási párt vetélkedik egymással: a visnuiták és a sivaiták. A nagy fokú vallási tolerancia természetesen nem engedi meg, hogy éles törésvonalak, háborúk szabdalják a vallásrendszert, a különbségek elsősorban a vallásfilozófiai iskolák eltérő értelmezéseiben jelennek meg. Visnu- és Siva-templomok százával találhatók minden nagyvárosban, míg Brahmának ezzel szemben csak két vagy három templomot szenteltek egész India-szerte, utalva arra, hogy Brahma "csak" meghatározott feladatokat lát el, nincs közvetlen hatása mindennapi életünkre.
A legnagyobbak mellett a régi védikus istenek is folyamatos szereplői a különböző korokban létrejött mitológiáknak, akik a védákban még mint az égtájak őrei szerepeltek, így a szélisten Váju (Északnyugat), vízisten Varuna (Nyugat), a tűzisten Agni (Délkelet), a viharisten Indra (Kelet), a holdisten Csandra (Északkelet), a gazdagság istene Kubera (Észak), és a halál istene Jama (Dél) játszik fontos szerepet. A rendkívül színes, szerteágazó és sokszor egymásnak ellentmondó mondakört a nagyszámú szellemek, démonok, félistenek, hősök, jósok és aszkéták teszik változatossá. Mivel isten személye mindenben megnyilvánul, és létezésével a legfőbb jót testesíti meg, a hinduizmusban a démonok (ráksaszák) sem feleltethetők meg a nyugati felfogás szerinti ördög képzetének. Félelmetes pusztító erejüket a főistenektől kapták, szolgálataikért cserébe.

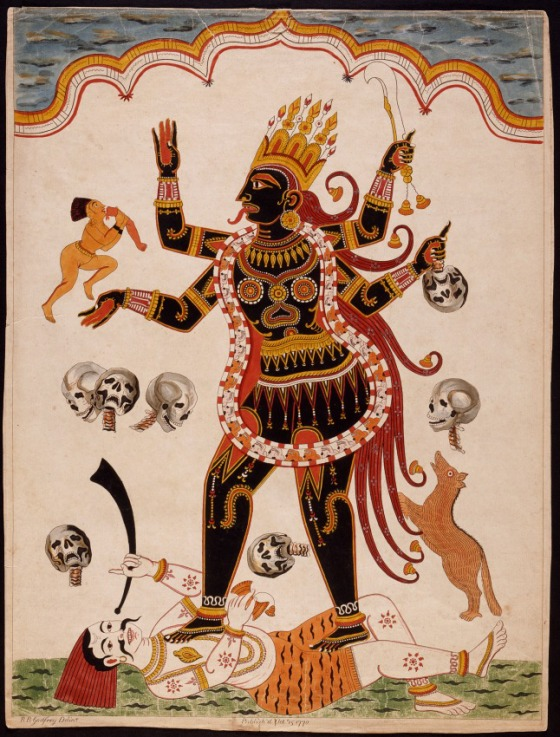
Káli

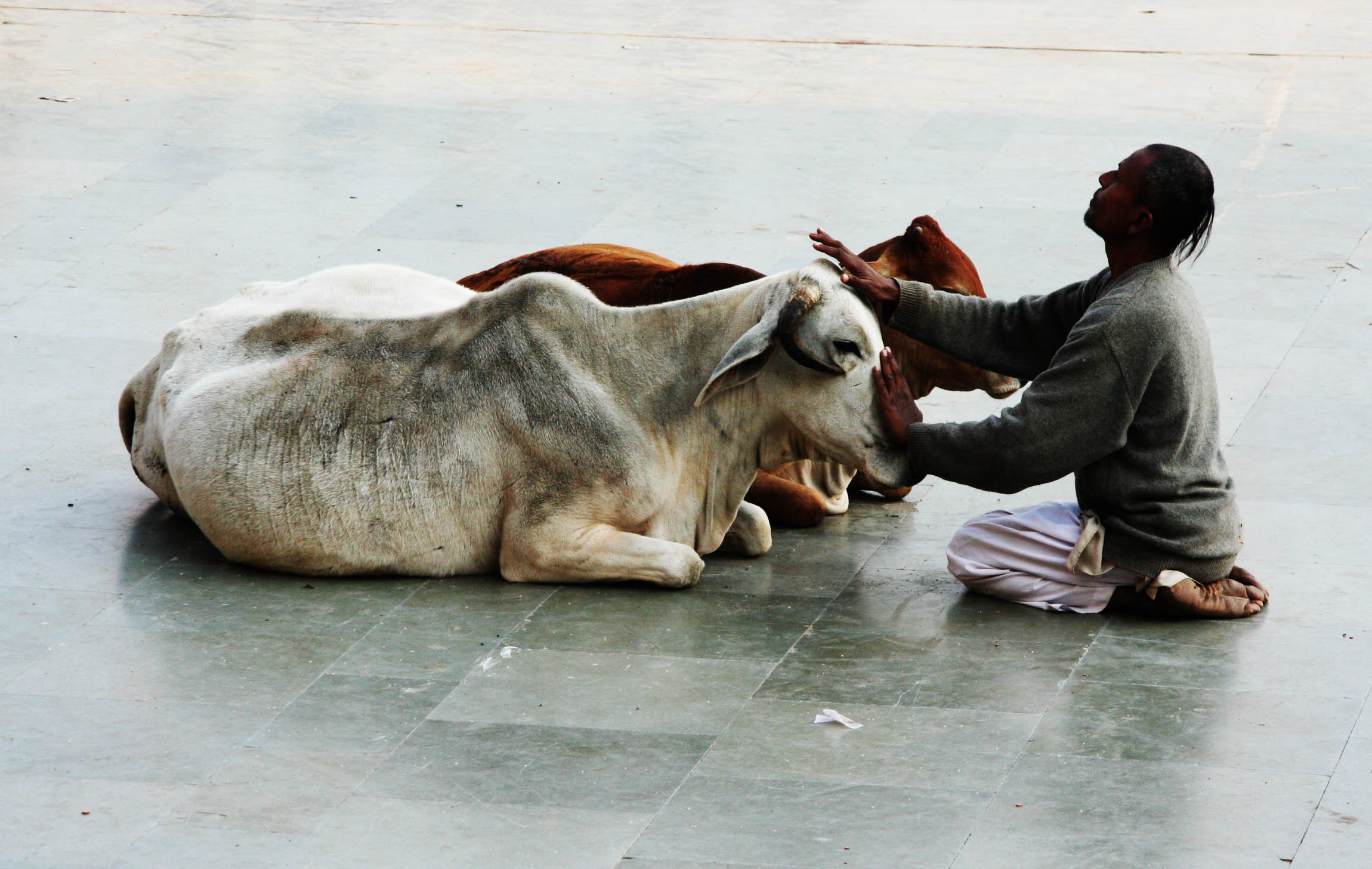
Gomátá – a Szent Tehén imádása

Fontos szerepet töltenek be a Trimúrti istenségek feleségei, akikről feltehetőleg a termékenységkultusz maradványaként, kiterjedt mondakört alakítottak ki. Sokan hiszik, hogy a Trimúrti istenei csak feleségeikkel együtt, azokkal együttműködve fejthetik ki isteni tevékenységüket.

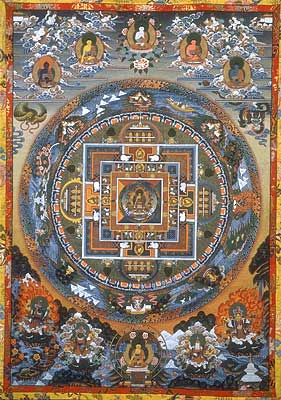
Mandala

Visnu felesége, Laksmi a szerencse istennője, Brahmáé Szaraszvati, aki a tudomány istenasszonya. Siva felesége azonban, akárcsak maga Siva is, az évezredek folyamán ellentmondásos, így gyönyörű és szerelmes, de egyben félelmetes pusztítóként is megjelenik. Az ellentétes tulajdonságokkal bíró alakjait eltérő nevekkel is illetik, így egyszer Durga, a "nehezen megközelíthető", máskor Parvati az odaadó, de nevezik Umának, Gaurínak is. A természet örök körforgását személyesíti meg, amely létrehozza, majd elpusztítja a világ jelenségeit. Bizonyos indiai vidékeken, például Bengáliában, tisztelete még férjét, Sivát is háttérbe szorítja, mert az őserő (sakti) megtestesülését látják benne, aki nyakában halálfejes láncával, összekuszált hajjal és félelmetes ábrázattal, tánc közben pusztítja el a világot. Más helyen ennek az istenségnek a neve Káli, és a sötét halálkultuszok legfőbb alakja.
Külön kategóriát jelentenek az istenként tisztelt állatok és növények. A tehén a hinduk legszentebb állata, neve Gomátá, a tehénanya. Úgy tartják, hogy az összes isten székhelye. Testének minden részét más-más istenség lakja.
A kobrát Siva fia, Szubrahmanja megtestesülésének tartják, az asszonyok férjük hosszú életéért, a lányok férjhezmenetelük elősegítéséért imádkoznak hozzá. Az isteni megtestesülések miatt szent állat a holló, papagáj, kutya, tigris, teknős, ezerlábú.
A szent növények közül kiemelkedően fontos a szikomorfa (Ficus sycomorus) melyről úgy tartják, hogy Visnu teljes alakja. Gyökere Brahma, törzse Visnu, koronája Siva. Ágaiban istenek laknak, gyökerében a Védák. Teljes alakjában a szent om szócskát is megtestesíti. Képes minden kívánságot teljesíteni. Ugyanígy szent növénynek tartják a banjan-fát is, ami alatt szívesen meditálnak Visnu és Laksmi tiszteletének adózva. Szinte minden hindu háztartásban megtalálható a tulaszi-növény, amely az Ájurvédában is feltűnt, Visnu tisztelőinek kedves növénye.
A hinduk istenségnek tekintenek egyes folyókat, hegyeket is. A Gangesz a mellékfolyóival együtt a leginkább tisztelt szent folyó, amelynek vízében a hívő megtisztul bűneitől. Az ősök partján, Váránasziban (Benáresz) végzett szertartás képes arra, hogy megszabadítsa az ősöket az újraszületések körforgásából (szanszára). Nem csak a Gangeszt tekintik szentnek, hanem India szinte minden nagyobb folyóját, így szent a Brahmaputra, Narmada, Mahánadi, Godavári, Krishna, Kaveri és a Tungabhadra is.
A Himalája Visnu lakóhelye, ezért szentnek tekintik. De az isteneknek India-szerte számtalan hegy-megtestesülése van.
A pantheon lakói folyamatosan bővülnek. A tanítómestereket tisztelői isteni rangra emelhetik, akár úgy, hogy tudásával és példás életével kiérdemli a rangot, akár úgy, hogy hitük szerint valamely istenség közvetlen reinkarnációjának tekintik őket. Az advaitavédanta szerint az emberek az isten tükörképei, ezért az isteni megtestesülések száma folyamatosan bővül.
A hinduizmus azonban nem csak ember, állat, növény vagy hegy isteneket ismer, hanem absztrakt formákat, szimbólumokat is. A legfontosabb ezek közül az „Om” (Aum) szócska, a misztikus hang, amely az A, U, M betűk összetételéből származik. Az „A” jelenti a világmindenség keletkezését, az „U” a megtartását, az „M” pedig a pusztulását. De jelenti azokat az istenségeket is, amelyek e folyamatokat előidézik, tehát Brahmát, Visnut és Sivát is. Az „Om” az egész világmindenség esszenciája, megelőzi még a Védákat is, így az upanisadokat, a szertartásokat és a vallási műveket is. A Védák ezzel a hanggal kezdődnek. Jelentősége olyan nagy, hogy a hinduizmus szimbólumaként ennek a hangnak a szanszkrit írásképét használják.
Az istennel való kapcsolatot erősítik a mantrák és a mandalák.
A mantra isteni eredetű mondat, szótag, esetleg vers, amely az ember kapcsolatát erősíti Istennel. Folyamatos ismétlése átlényegíti a hétköznapi ember tudatát isteni, transzcendentális állapotba, így Istennel való kapcsolata közvetlenné válik. A hinduk mellett a buddhisták is széles körben használják meditációs gyakorlataik közben (om mani padme hum). A mantrát többnyire a hindu a gurujától kapja, sokszor személyre szabottan. Ezt meghatározott helyen, időben és módon kell gyakorolnia. Az egyik legfontosabb, a bráhmanák által naponta háromszor végzett mantra a Gájatri mantra. A →tantrikusok úgy tartják, hogy az istenek és a világ bizonyos hangokon alapulnak, így a világ harmóniájának megbomlása a hangok által helyre is hozható. Ezek a hangok nem egyszerű hangzók vagy betűk. Mágikus, isteni lényeggel telítettek, függetlenül attól, hogy jelentenek-e valami konkrét létezőt.
A mandala szó jelentése „kör”. Ez egy körökből és vonalakból álló, geometrikus beosztású színes ábra, amely egy központi mag (bindi) körül helyezkedik el. A mandalát pontos számítások alapján készítik, ennek megfelelően más és más hatást tulajdonítanak neki. A mandaláról elmondhatjuk, hogy a mantra geometrikus megfelelője.

### Jelképek

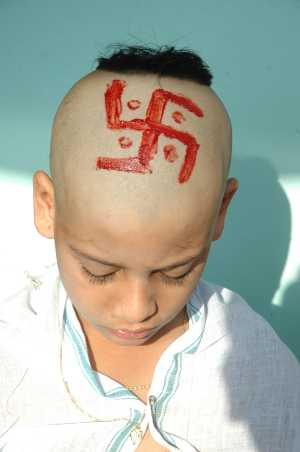
Svasztika egy hindu kisfiú fején

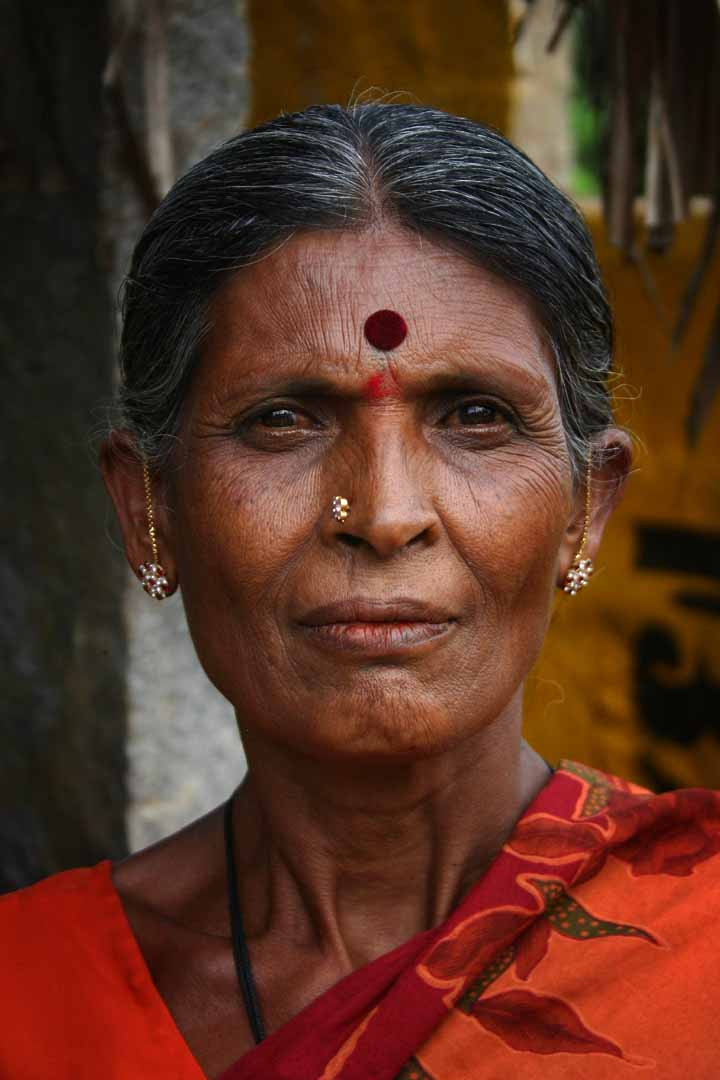
Indiai asszony bindivel

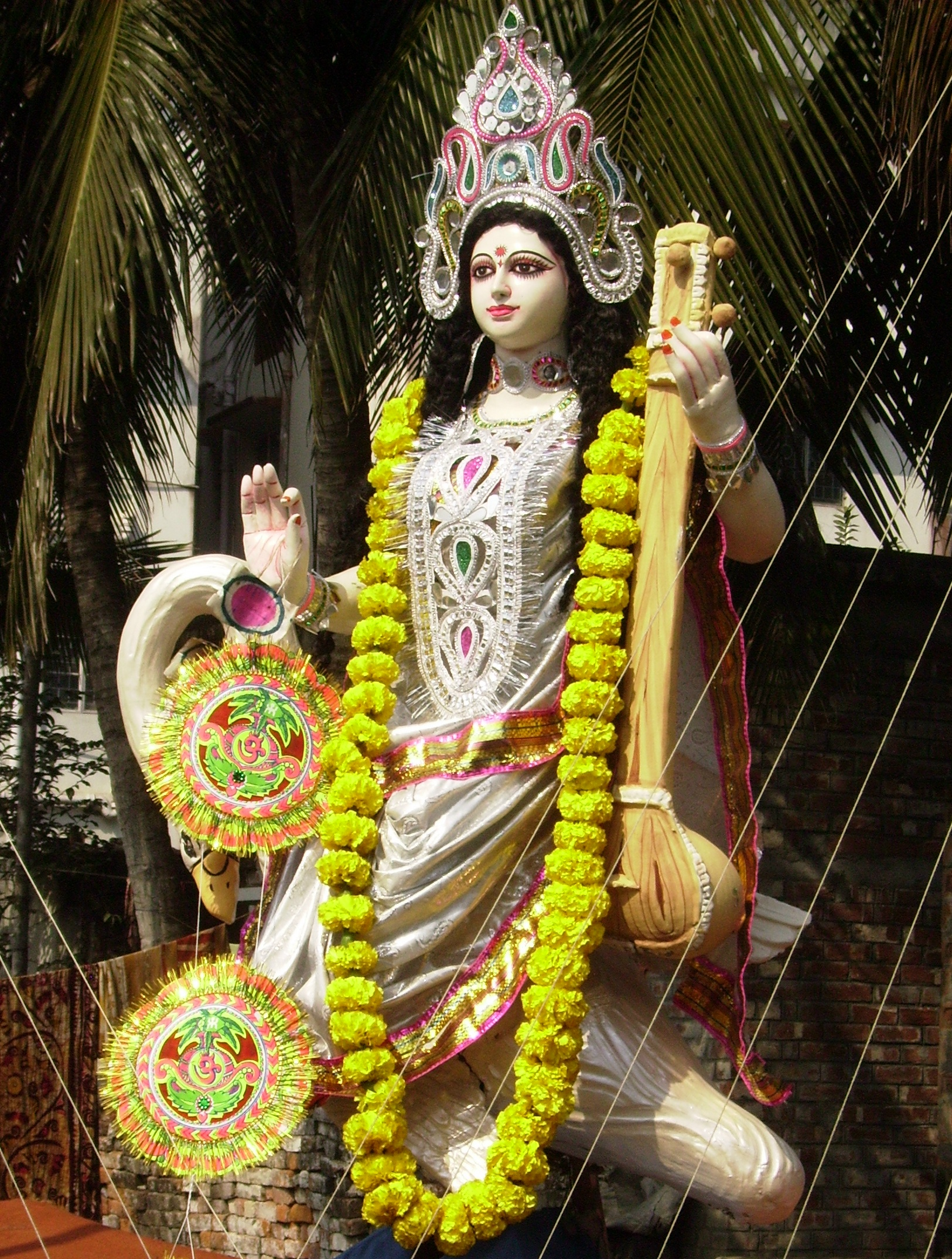
Szaraszvati istennő a vitarka-mudrával (a tanítás és vita kéztartása)

A hindu vallás rendkívül gazdag jelképrendszere a mindennapi élet eseményeiben, a vallási és rituális élet díszítéseiben, a divatban, vagy a művészetek területén játszik jelentős szerepet. Ezek közül néhányat érdemes kiemelni, mint a nyugati kultúra szempontjából furcsa, vagy szokatlan elemeket:
- A svasztika a "szvaszti= jólét, boldogság" szóból származik. A kereszt önmagában sok kultúrában a dinamikus együtthatások szimbóluma. A végükön jobbra vagy balra hajló, megtört keresztek az állandó mozgást jelképezik. A napisten, Szúrja jeleként értelmezik és az ajtófélfára festve az ártó szellemek elűzésében tulajdonítanak neki szerepet. A jobbra tört svasztika Visnu és Ganésa jelképei és a négy életcélt, illetve a szerencsét jelenti. A balra hajló svasztika szerencsétlenséget, romlást jelképez.

- A bindi egy festett, vagy bársonyból készült, kb. fél-egy centiméter átmérőjű pontszerű alakzat, eredetileg a férjezett (nem özvegy) nők jelképe, amelyet a homlokuk közepén hordanak. A színe változhat, sokszor a ruházattal összhangban. A különböző társadalmi eseményeken az alkalomhoz illő színű bindit viselnek, így például temetésen fehéret, esküvői ünnepeken pirosat. Manapság mint divatcikket fiatal hajadon lányok is felteszik, sőt az Indiában élő muszlim nők is hordják.
- A tilaka a hinduizmus egyik szimbóluma, festett kerek pontocska vagy vonal(ak).

A szantálfapasztával, kurkumával vagy szent hamuval húzott három sáv, az Y vagy U alakú jel, a hindu szekták és kasztok jelölésére szolgál, többek között a Siva hívők és a Visnu követők megkülönböztetésére.
- A mudrá bizonyos kéztartás, amelynek jelképes, sokszor mágikus jelentése van. Az istenszobrok nagy többsége valamely mudrá szerint tartja a kezét, melynek a hinduk számára ismert és fontos jelentéstartománya van. A legismertebb mudrá az ún. abhaja-mudrá, a félelemnélküliség (abhaja) kéztartása.
- A hetes szám: a hetes számnak különösen kiemelt szerepe van a hinduizmusban. Hét szent indiai város van (amik emiatt zarándoklatok célállomásai): Váránaszi (Sivával kapcsolják össze), Haridvar (a Gangesz itt ömlik a síkságra a Himalájából), Ajodhja (Ráma születési helye), Dvarka (Krisna legendás fővárosa, valahol a gudzsaráti partoknál), Mathura (Krisna születési helye), Kancsipuram (történelmi Siva templomok helye) és Udzsain (a 12 évente megtartott Kumbh Mela találkozóhelye).
  - A hét szent folyó: Gangesz (Ganga), Szaraszvati (földalatti folyónak gondolják), Jamuna, Indus, Narmada, Godavari és Cauvery.

### A rituális élet eseményei és a papság
A hívők, életük során, életkoruknak és kasztjuknak megfelelő, kötelező liturgikus eseményeken esnek át, amelyet a papok (brahmanák) szolgáltatnak ki.
A hinduknak életük során célkitűzéseket (purusárthák) kell megfogalmazniuk. Ezek a célkitűzések a vallás és a társadalmi elvárások alapján szigorúan szabályozottak.
- Dharma, az igazságosság elmélete. A tetteknek igazságosaknak és erőszakmentesnek kell lenniük, a szakrális törvények előírásainak megfelelően.
- Az anyagi jólétre való törekvés (artha). Ez a célkitűzés eltökéltségre és arra tanít, hogy az embernek nem szabad meghátrálnia a nehézségek előtt, önmaga és családja boldogulását kell szem előtt tartania.
- A vágyak kielégítése (káma), beleértve a szexualitást is.
- A megváltás (moksa) elérése, azaz az újjászületések körforgásából való megszabadulás akarása.

Ez a négy életcél a hinduk szinte valamennyi szertartásában központi szerepet játszik.
Bár kezdetben a három felső kasztra vonatkoztak ezek az előírások, de minden kasztra érvényes a dharma, a lopás elkerülése, az erőszakmentesség, a tisztaság és az érzékszervek feletti uralom törvénye.
Az életcélok megvalósításához megfelelő életmód szükséges, amely a felső három kaszt számára kötelező. Ezek az életmóddal kapcsolatos előírások a következők:
- Bráhmacsarja – a tanulás évei. A Védák, a sasztrák (tudományok), a vidják (művészetek) tanulmányozása mellett, valamely szakma elsajátítását írja elő egy guru (személyes tanító) útmutatásai alapján. A tanuló a guruhoz költözik, és köteles őt és annak családját szolgálni. Meg kell tartóztatnia magát az élvezetektől, a luxustól, többek között nem ehet húst és mézet. Ez az időszak 8-36 éves korig tarthat.
- Grihaszta – családalapítás. Az ember életének második szakasza a családalapításról, gyermeknemzésről, a politikai és társadalmi életben való részvételről szól. Ebben a szakaszban kell megalapozni azt az anyagi jólétet és biztonságot, amely a család hosszú távú túlélését biztosítja az élet viszontagságai között.
- Vánaprasztha – erdőbe indulás. Amikor az ember az első két korszakon túljutott, a család révbe ért, a gyerekek már nem szorulnak gondoskodásra és fokozatosan átveszik a szülők feladatait. A hívő már elég érett ahhoz, hogy eddigi életét kellő távlatokba helyezze, és világi tapasztalatait önnön belső vizsgálódásaival gazdagítsa. Ezt az időszakot a zarándoklatok, a világtól való elvonulás jellemez.
- Szannjásza – a világról való lemondás. Miután az ember valamennyi korszakot átélte, megérett az idő arra, hogy szembenézzen élete utolsó állomásával. Erényes élete jutalmaképpen derűsen várja a halált, amely után magasabb létformában születhet újjá. A végső cél természetesen a megváltás, a moksa, az újjászületések körforgásától való megszabadulás elérése.

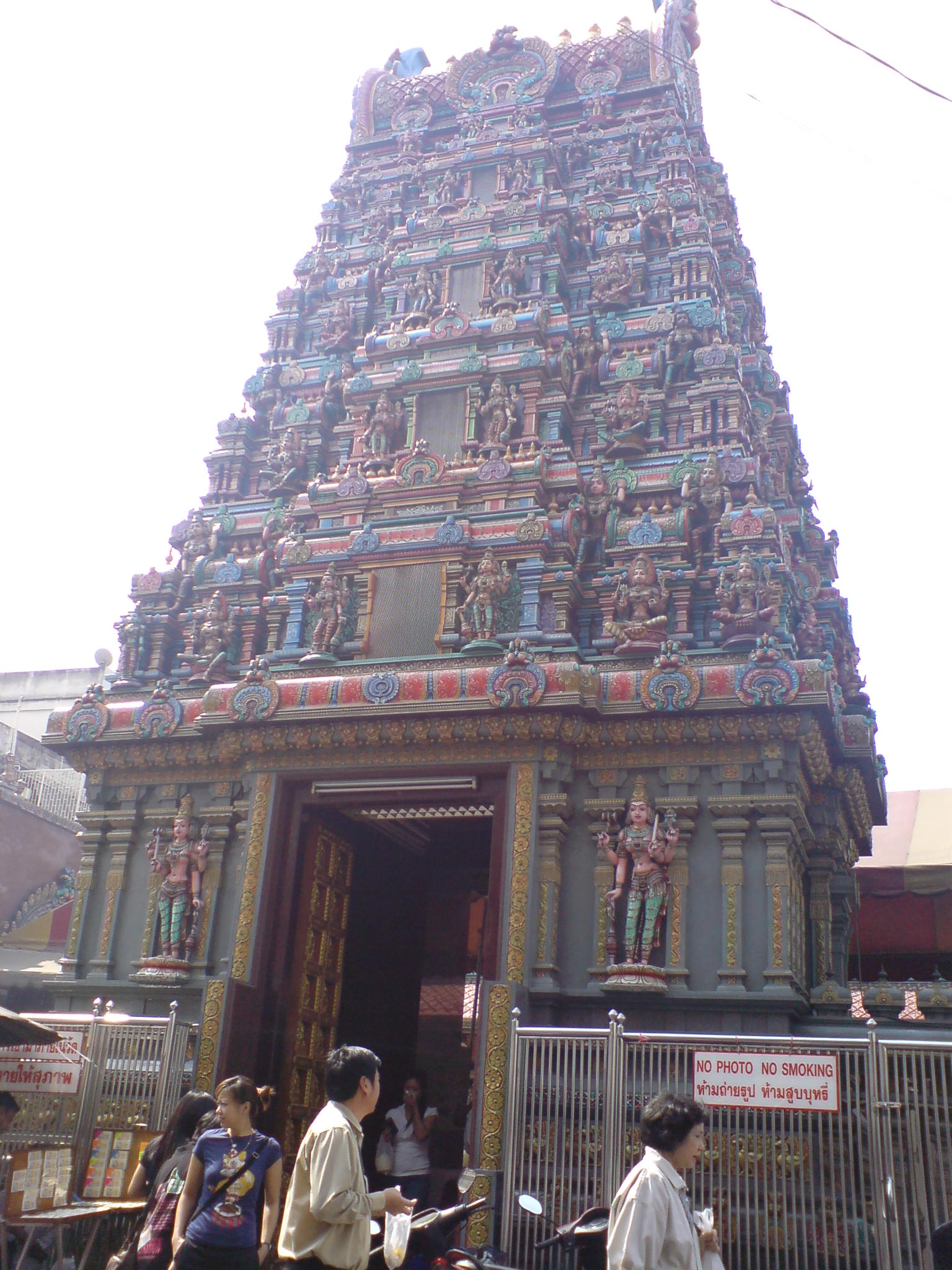
Templomkapu Bangkokban

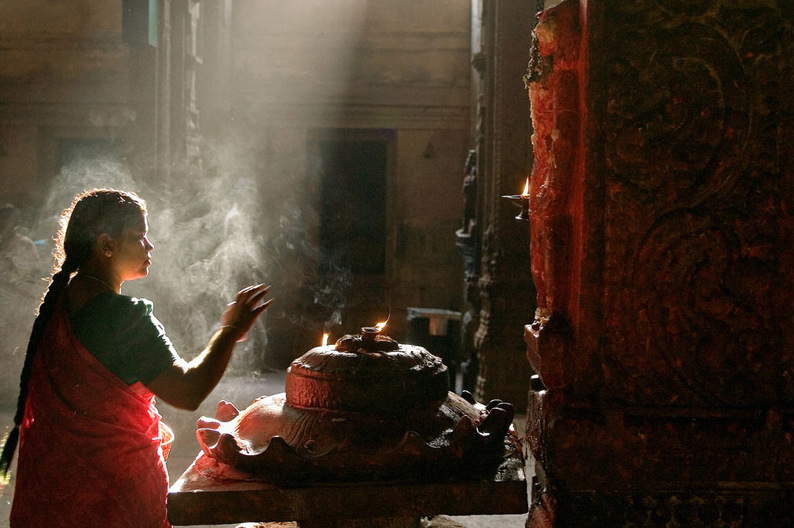
Templombelső

Szertartásaikat gazdagon faragott templomaikban végzik, a fő helyen az általuk elsőként tisztelt isten szobrával, akinek ételeket, virágokat, illatosítószereket, gyertyákat és keneteket ajánlanak fel. Az istenek számtalan cselekedetét és megnyilvánulását ünneplik, gazdag rítusok sorozatát építve ki a hívők körében.
Az élet maga is szent megnyilvánulás, így természetesnek veszik, hogy a vallási áhítat annak minden percében jelen van. 
Azonban a brahmanáktól kiszolgáltatott 16 szentség (szanszkára) kötelezően csak a magasabb kasztok férfi tagjaira vonatkozik: névadás, első szilárd étel fogyasztása, első kimenetel a házból, első hajvágás. Rituálé keretében viszik el a brahmana tanítómesterhez, hogy a védákat tanulmányozhassa, majd onnan a hazatérés szentségével távozik a világi életbe. A házasság szentsége, és azt követően a férfiutódok biztosítása újabb szentség felvételét jelenti, majd a terhesség alatt a magzatot óvó szertartások következnek. A végső szentség felvétele a hindu temetés, a hamvasztás alatt történik. A szertartások azonban itt nem érnek véget. A holtak szellemének felajánlott áldozatokkal biztosítják az elhunyt bejutását az ősök nagy szellemi közösségébe, majd a gyászév letelte után évente mutatnak be áldozatokat a felmenőknek, a dédapáig bezárólag. A hamvasztás után önmaguk rituális megtisztításáról is gondoskodnak.
A szertartások tisztaságának megőrzése és pontos lefolytatása érdekében papok (brahmanák) jelenlétére van szükség, akiket mindezen szolgáltatások igénybevételekor gazdagon megjutalmaznak, megvendégelnek. Ennek is köszönhető, hogy az idők folyamán hatalmukat rendkívüli módon megszilárdították. A brahmanák szigorú jelenléte a társadalmi élet minden szintjén – a falusi kisközösségektől a királyi udvarig – magában hordozta egyrészt a társadalmi szerkezet nagy fokú ismeretét, amelyet a kasztrendszer kifejlődése csak elősegített, másrészt a manipulatív szándékot a hatalmi pozíciók megragadására. A szektás vagy ősi vallások beolvasztásával a brahmanák befolyásuk alá tudták vonni a különböző, a széles néprétegek között felbukkanó vallási áramlatokat, így ennek is köszönhető a hindu vallásrendszer rendkívüli gazdagsága. A brahmanák hatalmát és öröklődő előjogait azonban tekintélyük ellenére, időről időre bizonyos szellemi mozgalmak megkérdőjelezték (dzsainizmus, buddhizmus). A kasztrendszer és a rendkívüli hagyománytisztelet megkönnyítette a brahmanák harcát ezekkel a törekvésekkel szemben, így ez a kaszt a mai napig az indiai társadalom legbefolyásosabb rétege.

### Aszkéták

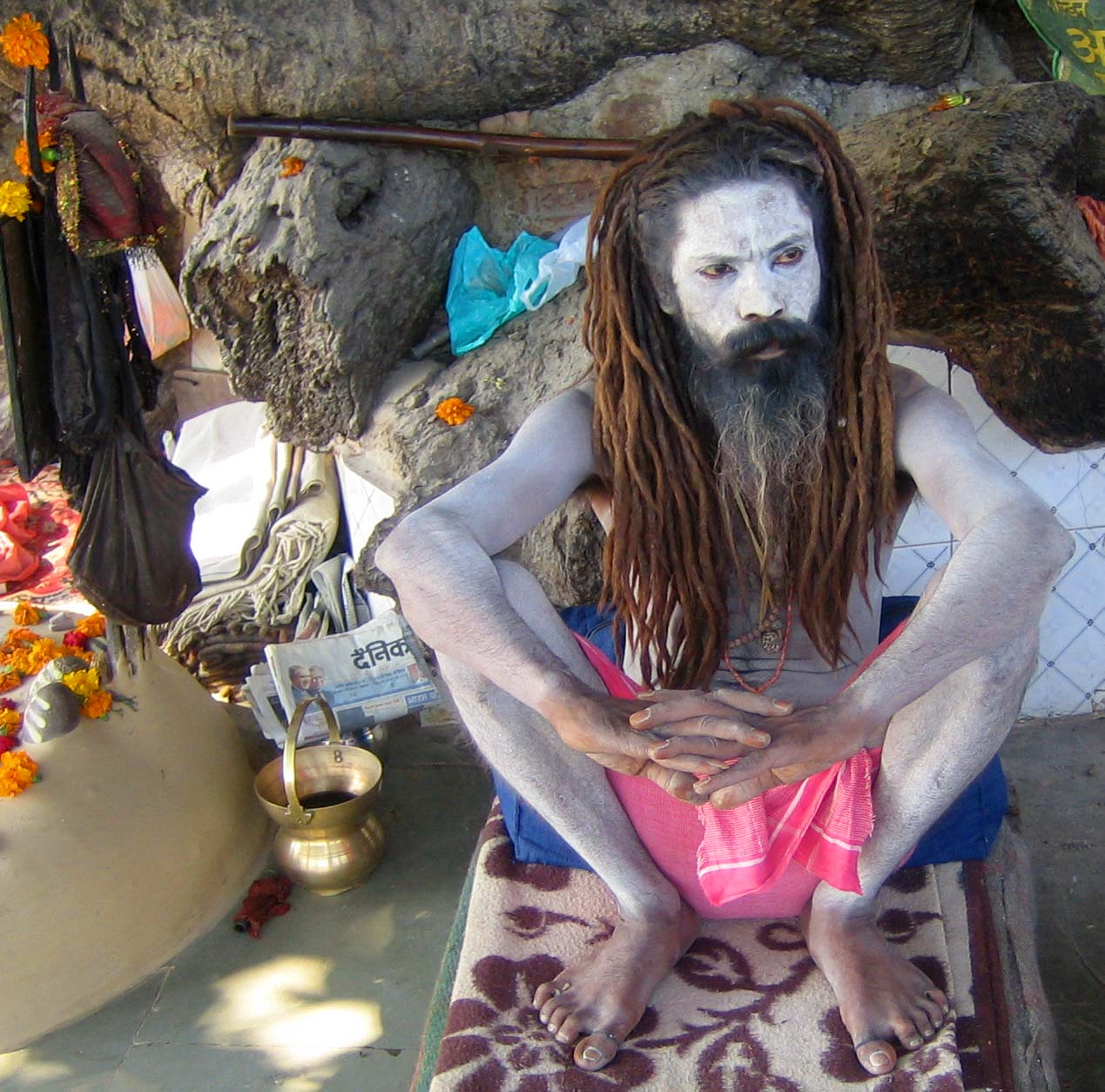
Aszkéta Haridvarban (India)

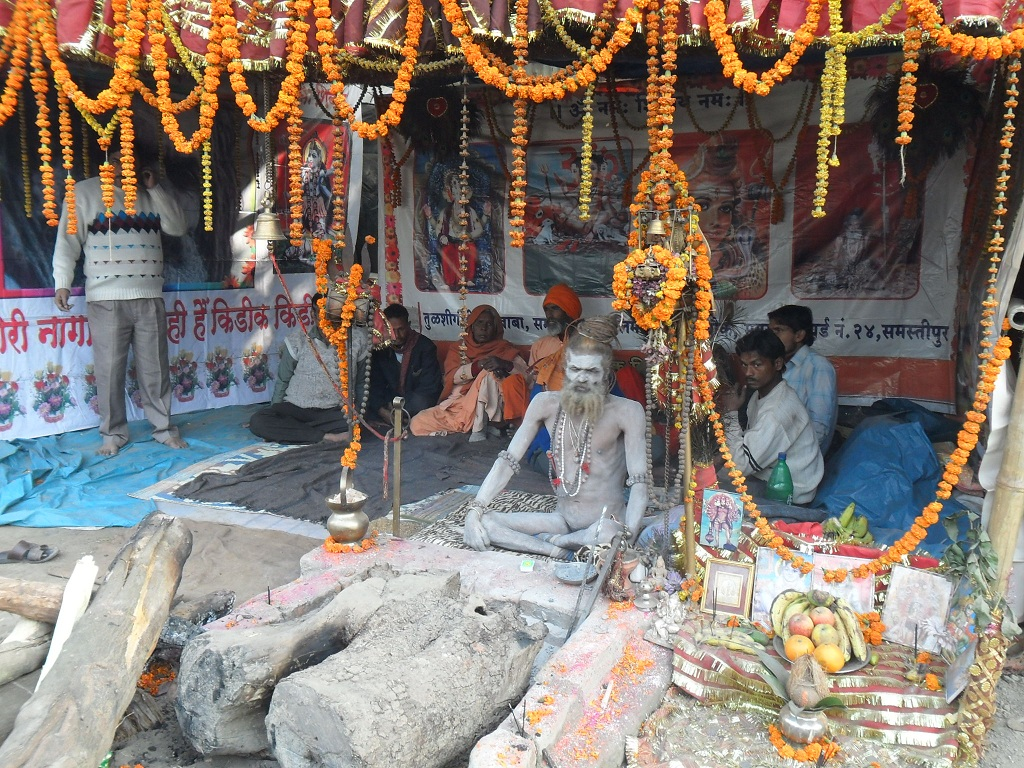
Szádhu

Az aszkéták átmenetet képeznek a szentek és az egyszerű halandók között, de nem abban az értelemben, hogy valamikor ők is szentekké válnak (bár szentként tisztelhetik őket), hanem mert az emberi létezés anyagi és misztikus transzcendentális határán léteznek.
Legfőbb céljuk a megszabadulás (móksa) és a szellemi megvilágosodás elérése. Ez a lemondások és a jóga útján érhető el. A védák és bölcsek leírásából tudjuk, hogy már a korai aszkéták (sramanák) külső megjelenése is hasonlított a ma ismert aszkéták (szádhuk) megjelenéséhez: meztelenek voltak, testüket sárral vagy hamuval kenték be, jeleket festettek az arcukra és a településektől távoli erdőkben, pusztákon éltek. A mítoszok szerint lemondásaikkal – mint ahogy a Mahábhárata, vagy a Rámájana eposzok is utalnak rá – hihetetlen energiák mozgósítására képesek, amelyek akár megbonthatják a világrend egységét is. Az istenek is féltek hatalmuktól, bár az aszkétákat úgy az isteni, mint az emberi társadalmak hatalmi kérdései nem foglalkoztatták. Tekintélyük felül emelte őket a kasztrendszeren.
Mircea Eliade az aszketizmust két nagy csoportra osztja: megkülönbözteti a tiszta aszkétákat (tapasa) és a dialektikusokat (paribbajaka). A dialektikusok két további csoportja az annatitthiya és a brahmana paribbajaka. Az előbbiek főleg transzcendentális problémákkal foglalkoztak, míg az utóbbiak az anyagi világ valóságosságának kérdésével.

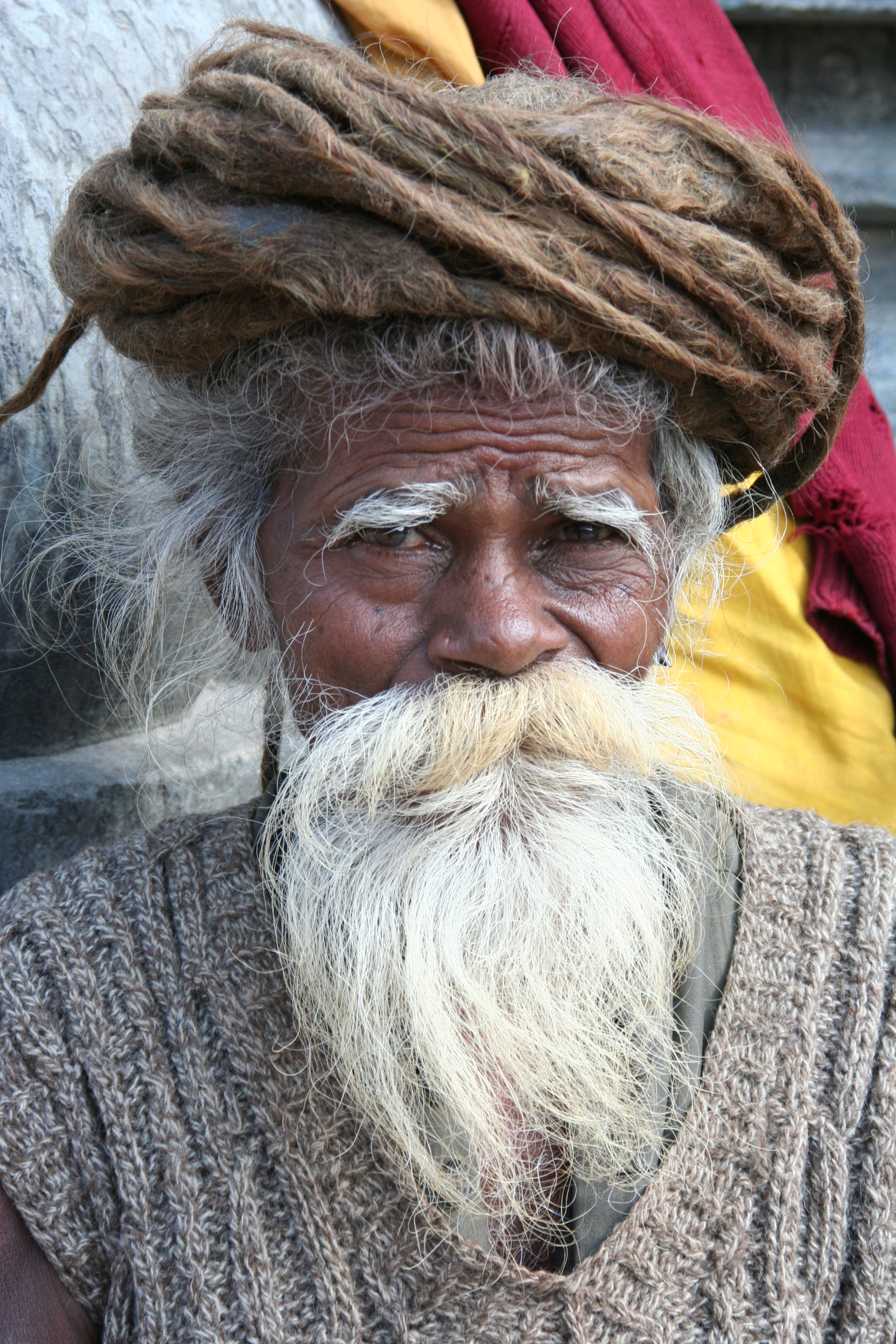
Öreg hindu aszkéta körbetekert rasztafrizurával (Nepál)

Gyakori a „jobbkezes” (samayin) és „balkezes” (kaula) utat járó aszkéták megkülönböztetése. A „jobbkezes” aszkéták a tiszta, lemondó életet választók, akik vegetáriánusok és cölibátusban élnek. A „balkezes” aszkéták tantrikus gyakorlatokat végeznek. 
A számtalan aszkéta irányzat közül – a tantrikus irányzatokon kívül – három aszkéta szekta vált jelentőssé: a Śakyamuni Gautama által alapított „buddhista” szekta, a Mahávíra alapította dzsaina szekta, és a Mahávíra tanítványa, Makkhali Goszála létrehozott ádzsívika szekta. A későbbi aszkéta irányzatok, egy vallási vezetőtől (guru) eredő tanítványi láncolat alapján, Siva vagy Visnu imádata köré csoportosíthatók.
A dzsainizmus a legaszketikusabb vallás Indiában.
Aszketizmusuk célja a tökéletesség elérése az anyagi világ fokozatos elhagyásával. A dzsainizmus legfőbb lényege a „nem ártás” (ahimsza). Az erőszakmentesség a dzsainák mindennapi életében folyamatosan jelen van. Ez igen nagy újítás a harcias tantrikus szektákkal szemben. A léptükre is vigyáznak, nehogy élőlényekre tapossanak, még az erőszakos beszédtől és gondolattól is tartózkodnak. Az ételt és italt megvizsgálják, nehogy valami élőt fogyasszanak. Az dzsain aszkéták seprővel járnak, hogy útjukból elhessegessék a rovarokat, arcukon állandóan maszkot hordanak, hogy be ne lélegezzenek parányi élő szervezeteket. Az ételt nem szabad megfőzniük, az ivóvizet pedig fogyasztás előtt meg kell szűrniük.
A dzsain aszkéta beavatási szertartás legismertebb része az, amikor a jelölt kitépi haját, hogy ezzel is jelképezze az önsanyargatást és a szexualitásról való lemondást. Bár a leírások szerint a meztelen szerzetesek csomókban tépték ki a hajukat, a beavatandók manapság már előbb leborotválják, s csak néhány tincset hagynak meg, hogy könnyebb legyen kitépni.
A Rigvéda így ír az aszkétákról:
„Az aszkéták széllel ékesítve, barna sárba öltöznek.

A szél útját járják, miután az istenek beléjük költöznek.

»Megmámorosodva a lemondásainktól magasabb szintre szálltunk.

A halandók csak testünket látják.« 

Az aszkéta átjárja az eget megvilágítva minden alsó formát.

Szent gyakorlataival az összes isten társa.

A levegő az egyetlen étel az isten-vezette számára,  

az aszkéta mindkét világban otthon van; az anyagi és szellemi világban.”

### Ásram
Az ásram hagyományosan egy spirituális remetelak. Manapság a kifejezés gyakran jelöli az indiai kulturális tevékenységek helyszínét, ahol például a jógát, zenét és meditációt gyakorolják, továbbá vallási, erkölcsi oktatást adnak. Egy ásram jellemzően távol van a nagyobb városoktól, erdőkben vagy hegyvidéki régiókban, általában üdítő természeti környezetben fordul elő.

### A világmindenség és az élet eredete
A hindu kozmológia alapja az a szánkhjából származó tanítás, hogy az anyag az ősanyagból (prakriti) jött létre. Eltérések vannak azonban abban a kérdésben, hogy az ősanyag Isten mellett párhuzamosan létezik, azt az Isten bocsátotta-e ki magából, vagy a prakriti maga a világprincípium.
Szintén a szánkhja tanítása szerint, az anyagi létezéstől függetlenül jelen van az univerzumban a tiszta tudat (purusa), melynek legfőbb feladata a felismerés. Mivel nem képes hatni, feladata a megfigyelésre korlátozódik, mintegy tanúként vesz részt a további eseményekben. Többféle purusa is létezik. Örökkévalók és változatlanok.
Brahma élete végén, az általános pusztulást követően az ősanyag nyugalomban van, egy olyan sajátságosan letisztult formában, amely három alkotórészből (guna) áll:
- Szattva – világos, könnyű, örömteli
- Radzsasz – mozgékony, ösztönző, fájdalmat okozó
- Tamasz – sötét, nehéz, gátló hatású.

E három alkotórész kezdetben egyensúlyban van, ám a teremtés folyamatának kezdetén ez a harmónia megbomlik, ahogy a purusa egyesül a prakritivel, és különböző anyagi minőségek jönnek létre. Először a finom, majd a durva anyag, azt követően az alapvető elemek: tűz, víz, éter, levegő, föld. Ezek a létrejövő „világtojás” alkotórészei. Ezután kibocsátja magából Brahmát, a teremtőt, aki dharmájának megfelelően az emlékezetében őrzött régebbi világrend szerint elrendezi az alkotóelemeket. Ezzel lehetőséget ad a szunnyadó lelkeknek, hogy karmájuk alapján elfoglalják az őket megillető helyeket, mint emberek, növények, állatok vagy istenek, szellemek, démonok.

### Megváltás
A tiszta tudat (purusa) és az ősanyag (prakriti) egyesülése során „szellem” költözik az anyagba. Az öntudatlan, de dinamikus anyag, és a statikus, de mindent megfigyelni kész tudat különös kapcsolata tehát új minőséget hoz létre. Mivel egymásra nem lehetnek hatással, hiszen alapvetően eltérő szubsztanciák, ezt a kapcsolatot a szánkhja filozófusai a tudat tévedésével magyarázzák. Szerintük a tudatnak egy illúziója, káprázata (májá) az, hogy ő irányítja a testet, vagy ő maga a test. Ez a tévképzet a tényleges oka a tudat szenvedésének.
A valódi megváltás akkor jön létre, amikor a tudat megszabadul ettől az illúziótól, és ráébred valódi természetére.
Néhány darsana (hindu szemléletmód, bölcselet), így a jóga filozófusai úgy gondolják, hogy a valódi megszabadulást az ember csak Isten (Isvára) segítségével érheti el. Isten itt egy felsőbb tudatként, felsőbb purusaként jelenik meg.
A nem dualista iskolák nem tesznek különbséget anyag és szellem között, sőt azt vallják, hogy a káprázat forrása éppen az, hogy különbséget teszünk e két minőség között. Szerintük a megváltás az a felismerés, hogy a mindenség a világlélek, az egyetemes tudat (Brahman) kivetülése. Az egyes purusák tehát lényegében azonosak Istennel.
Az újjászületési ciklusoktól való végső megszabadulás eléréséhez és az egyetemes tudattal történő egyesüléshez tisztelnünk és imádnunk kell Istent (vagy isteneket). Jótéteményeket kell tennünk, és a dharma szerinti helyes életet kell élnünk (mindenki a saját kasztja és életfázisa alapján). Ezen túlmenően el kell zarándokolni az Indiában lévő szent helyekre és elmélkedés, jóga, valamint egy mester segítségével meg kell ismernünk az igazi természetünket, azaz a Brahmannal való egységünket.
Életünk utolsó szakaszában aszketikus, önmegtagadó életmód ajánlatos. Egyes hinduk hiszik, hogy a megváltás a megbocsátó Isten kegyelmi adománya.

## Történeti áttekintés

### Az indusvölgyi civilizáció kezdetei

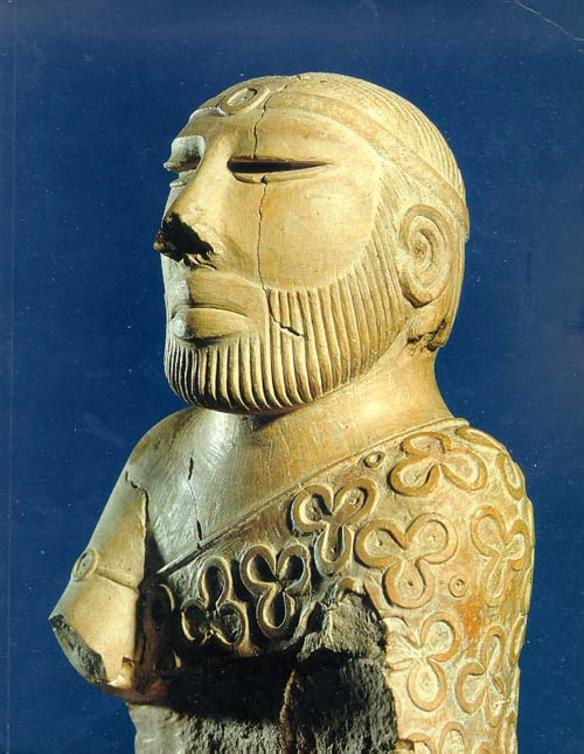
Királyszobor a mohendzsodaroi ásatásokból (A „papkirály”)

Az ásatások során, az Indiai szubkontinens északnyugati részén hat kiemelkedően fejlett várost azonosítottak, melyeknek létrejöttét i. e. 2500–1800 körülire tették. Ezek a városok (Harappa, Mohendzsodaro, Cshanhudaro, Lothal, Kálibángán, Banawáli) kiemelkedtek a bronzkor hasonló létesítményei közül mind szervezettség, mind a leletanyagok gazdagsága szempontjából. A rendkívül fejlett közigazgatási és állami élet eseményei mellett, vallási szereplők különböző ábrázolásai kerültek elő, amelyek közül sokat Siva, Durgá, Jama, vagy az istenként tisztelt szikomorfa korai ábrázolásával azonosítottak. A leletek között találhatók a Siva-linga szobrai is, amelyek a mai napig Siva templomaiban található kultikus tárgyak legfontosabb elemei. A szvasztika, mint a nap szimbólumának ábrázolása is erre a korra vezethető vissza, amely a mai napig megtalálható a dzsainista, hinduista, buddhista jelképek között.
I. e. 1800 körül a természeti környezet változása, az árja törzsek sorozatos betörése a végét jelentette ennek a civilizációnak.
I. e. 1800-tól az indoárják betelepülése nem csak a termelési és gazdasági rendszert, hanem a vallási életet is alapjaiban változtatta meg. Az eredendően állattenyésztő, írásbeliséggel nem rendelkező, nomád népek magukkal hozták isteneiket, mítoszaikat, melyek között a legfontosabb a szájhagyomány útján terjesztett Védák, himnuszok gyűjteménye. Alapvetően ezek alapozták meg a később brahmanizmusnak nevezett vallási világnézetet, és amelyeket később a bráhmanákkal, upanisadokkal, aranjakákkal egészítettek ki. Az árják istenei között jelenik meg Indra, Varuna, Szúrja, Rudra, Visnu és Agni (→ Hindu pantheon).

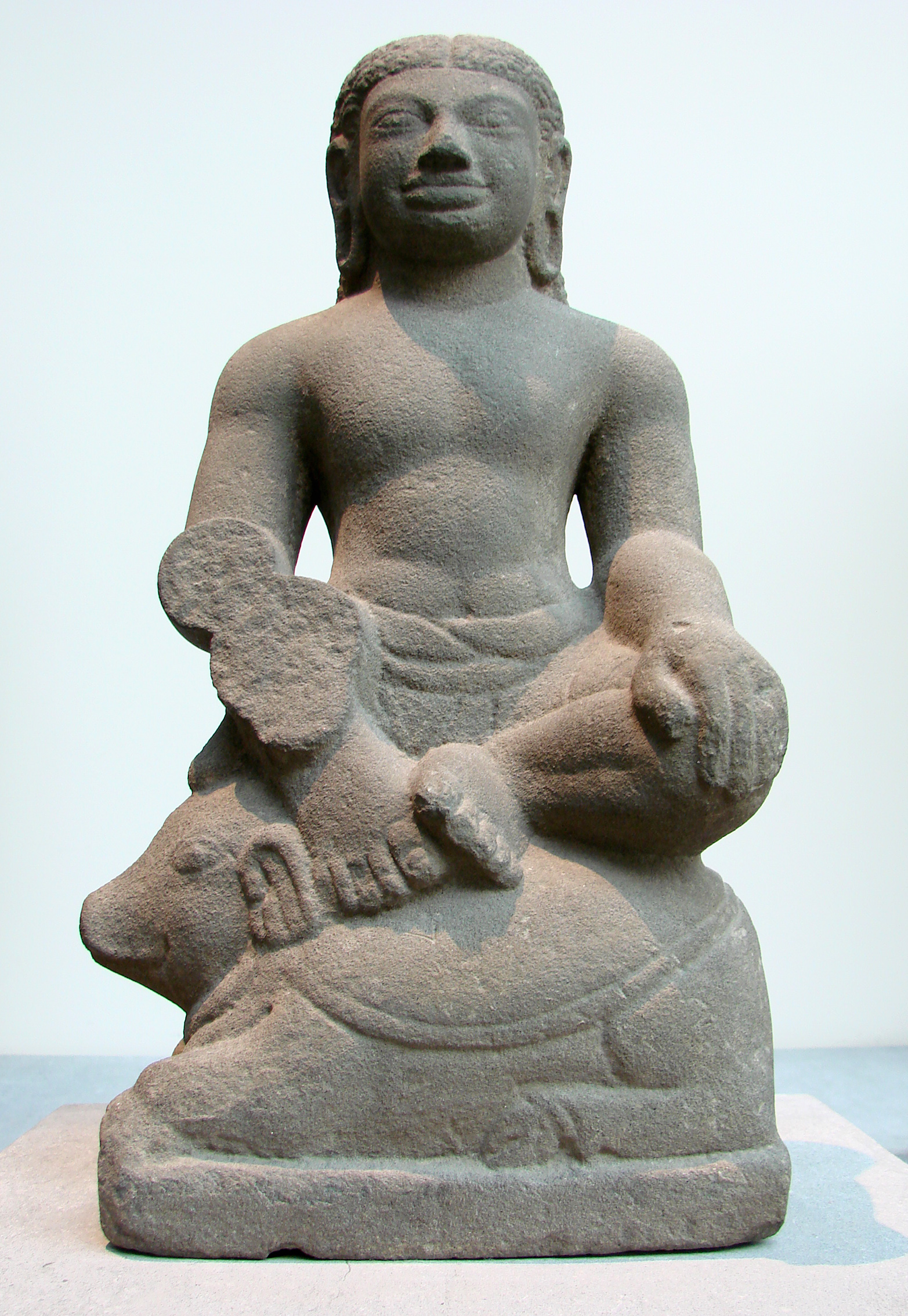
Agni szobra (i. sz. 7. sz. Angkor, Kambodzsa

Az istenekkel a papok a tűz imádatával, tűzszertartásokon (jádzsnyák) keresztül tartották a misztikus kapcsolatot. Ennek pontos, előírásszerű végrehajtása rendkívüli jelentősége volt, módozatát csak tanult szakértők, a bráhmanák ismerhették. Ebben az időszakban erősödött meg a papság társadalmi, gazdasági befolyása. A védikus korszak kezdetén a társadalom szakmai tagoltsága folyamatosan megmerevedett, és az i. sz. 5. századig kialakultak a jelenlegi kasztrendszer biztos körvonalai.
A tűzszertartást a Védák elszavalása és különböző mantrák elmondása mellett végzik. A mantrák többsége a Védákból származik, a legjelentősebb ezek közül a Gájatrí-mantra. Az Om szócska mint önálló, absztrakt istenség minden mantra kezdetekor elhangzik. A vallásgyakorlat nyelve a szanszkrit.
Már i. e. 1000 körül kialakult a nomádok által behozott védizmussal szemben egyfajta elégedetlenség. A tűzszertartások eredménytelensége, az imák és mantrák – amelyeket nagyobb termés és jobb élet reményében végeztek – nem kecsegtettek egyértelmű sikerrel. Sokan gondolták, hogy az emberi létezés értelme nem egyenlő az anyagi javak gyarapodásával, vallásos érdeklődésüket a filozófia nagy kérdései kötötték le. Ekkor születtek a Védánták (a védák vége, a végső filozófia tanai), amelyek gondolatvilága az élet célja, a születés és halál, a világ keletkezése, az ember és az istenek lényege körül forogtak. Az upanisadok megjelenése a metafizikai mélységek megismerése felé terelte a hindu hitéletet, bevezetve a Brahman, mint világszellem fogalmát, egyúttal tágabb összefüggésekben vizsgálta az átman, a karma, a dzsánya, az újjászületés és a meditáció szerepét.

### Klasszikus korszak
Az upanisadok tehát a tiszta védizmussal szemben (elsősorban tűzszertartások, áldozatok, rituálék) fogalmaztak meg valláskritikát, azonban a teljes védikus vallásrendszer társadalmi átalakulása már elkerülhetetlen volt.
Az i. e. 6. századtól már több, mint 60 szekta működött a hitéleten belül, amelyek közül a legfontosabbak az adzsivakák, csárvakák, dzsainisták és a buddhisták. Közös jellemzőjükként említhetjük az ateizmusra való hajlamukat, illetve a Védák tekintélyének elutasítását.
A buddhizmus és a dzsainizmus logikus világnézeti felépítése, a bráhmanák és a kasztrendszer szerepének tagadása, e két irányzatot hamar népszerűvé tette India szerte. A hinduizmus megújítása elkerülhetetlen volt. Évezredes hagyományainak megfelelően sikeresen integrálta a két fő konkurens világnézet haladó vonásait, azaz az erőszakmentességet, az önmegvalósítás szabadságát és a vallási tolerancia eszményét. Néhány istent kiemeltek, tisztázták azok szerepét, másokat a perifériára helyeztek, nagyobb szerepet kaptak az istennők, kialakultak velük kapcsolatos kultuszok, isteni attribútumok. Ekkor emelkedett ki a számtalan isten, félisten közül a hindu trinitás, a trimúrti: Brahma, Visnu, Siva alakja is.
Látható tehát, hogy a hinduizmus sokféleségével, nyitottságával, rugalmasságával és legfőképp vallási toleranciájával könnyűszerrel leküzdötte a keleti kultúrában gyökerező rivális vallási tanok kihívásait, illetve saját szektás „elhajlásait”, ám a rendkívül erőszakosan terjeszkedő iszlám támadásaival szemben tehetetlen volt.

### Az iszlám befolyás

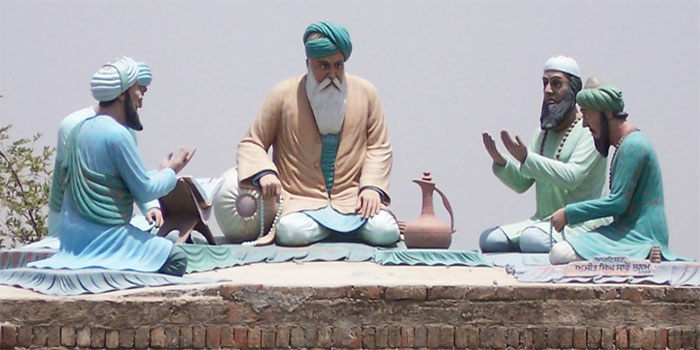
Szikh guru a tanítványaival

Az iszlám, jellegénél fogva térítő vallás, a hívőknek kötelessége Mohamed tanait terjeszteni, hitüket védelmezni. Ugyanakkor Allah szeme előtt minden hívő egyenlő, nincsenek kasztok, a társadalmi ranglétrán elvileg mindenki szabadon mozoghat. A iszlámhoz nem lehet részben csatlakozni, a hitélet teljes elfogadásával lehet csak áttérni. Közvetlenül a szubkontinens északi területeinek leigázása után (i. sz. 711-től) még nem beszélhetünk muszlim vallási befolyásról, hiszen betörésük az indiai szubkontinensre kezdetben rablóhadjáratokra, templomok és vallási kegyhelyek kifosztására korlátozódott.
A Próféta vallási eszmevilága a muszlim birodalmak alapításával egyidőben kezdett beszivárogni a hindu hitéletbe, a 15. század elején. Az erőszakos térítések miatt ez a befolyás azonban az eddigi történeti tapasztalatokkal ellentétben nem egyfajta szintézis irányába hatott, hanem ellenkezőleg, a hindu szellemiség sajátos önvédelmi rendszert hozott létre, amely sokszor harcos, erőszakos ellenállásban nyilvánult meg. Ez a vallásos harciasság a hinduizmusra eddig nem volt jellemző.
A hindu filozófiai rendszerek ebben az időszakban a klasszikus korszak eredményeit fejlesztették tovább, összességében új és eredeti megnyilvánulások nélkül. Jellemző volt a korszakra újabb szekták megjelenése, illetve a vaisnavák és saivák vallási vitái.
A vaisnavák filozófusa Rámánudzsa az egyéni lelkeket és magát az anyagot is isten testének tekintette, míg Madhva viszont ezeket istentől különállóknak. Vaisnavák között azonban eltérés mutatkozott abban, hogy a legfőbb istent, Visnut, valamennyi alakjában tiszteljék, vagy elsősorban Rama, illetve Krisnakénti inkarnációját.
A sivaiták a világ felépítésének alapjaként három szubsztanciát képzeltek el, ezek a Pati (Úr, azaz Siva), a pasuk (állatok, vagyis egyéni lelkek) és a pása (a karma nem ismeretének és az anyagnak béklyója). Ettől a béklyótól csak isten szabadíthat meg. A saivák között a lingájatok (akik Sivát fallosz alakjában tisztelték) számos brahmanista elképzelést elvetettek, önálló liturgikus rendszert építettek ki.
Összességében elmondható, hogy bár a szektásodás a hinduizmusra különösen az első ezredforduló után volt jellemző, ezekhez a szektákhoz a hinduk igen kis része csatlakozott kizárólagosan. Ezzel együtt a hinduizmus mentes volt a nyugati értelemben vett eretneküldözésektől.
A muszlimok uralkodásának időszakaiban, a harcias, térítő jelleg mellett megnyilvánult némi toleráns magatartás is, így a muszlim uralkodók lefordíttattak vallási témájú műveket a hindu hitéletből és mítoszokból. A hindu misztikusok egy része ezzel egyidőben igyekezett a Próféta tanait a hindu világnézet speciális megnyilvánulásaként értelmezni. Vallási közösségek jöttek létre, amelyek képtisztelet nélküli monoteista elképzeléseket hirdettek.
A legjelentősebb muszlim-hindu szintetizáló törekvéssel fellépő közösség a szikhek (a.m. tanítványok) közössége, amelyet Nának alapított a 14. században. A szekta önálló vallássá fejlődött, jelenleg mintegy 23 millió tagot számlál.
Bár az 1500-as évek óta India a nyugati gyarmatosító törekvések első számú célpontja volt, jelentős európai befolyásról csak a 18. század végétől beszélhetünk, amikor a Brit Kelet-indiai Társaság megszerezte versenytársaival szemben a szubkontinens feletti teljes körű ellenőrzést. Ekkor a nyugati vallási és társadalmi formák megjelenése a hinduizmust eszmevilágának újabb reformjára késztette. Ennek élharcosa Rádzsá Rámmohan Roj, aki 1828-ban, Kalkuttában központot szervezett a modernizált hinduizmus megteremtésére. A visnuita, sivaita és ortodox rendszerek egyaránt a nyugati filozófiai és természettudományos világ felé fordultak, próbálva szintézist teremteni a védák által kinyilatkoztatott ősi tudás és az emberiség más vallásoktól átitatott eszmetörténeti öröksége között.

### Neohinduizmus
Rám Móhan Ráj (1774–1833) a patnái Muszlim Egyetemen mély érdeklődéssel fordult a szúfizmus felé és szembefordult a hindu képimádat hagyományával. Később a hinduizmus megreformálását tűzte ki célul, melyhez a legfontosabb eszköznek a forrásokhoz, az Upanisadok szövegeihez való visszatérést tartotta. 1828-ban monista alapokon álló reformista hindu irányzatot hozott létre Bráhmo Szabha néven, amelyből később a Bráhmo Szamádzs ("Isten társasága") szociális-vallási mozgalom fejlődött ki. Elutasította a politeizmust és fellépett India sok barbár szokása ellen.
A keresztény missziók mintájára, a védánták tanulmányozása céljából hozta létre 1897-ben Szvámi Vivekanda a Ramakrishna-missziót. Tanára, Ramakrishna azon a nézeten volt, hogy a világ vallásai ugyanazt az igazságot hirdetik, azok sokfélesége csupán látszat. A vallások világkonferenciáján 1893-ban, Vivekanda beszéde volt az első alkalom, hogy a hinduizmust mint univerzális világvallást, Indián kívül mutatták be.

## Szekták és áramlatok

### Tantra
A védizmussal szembeni elégedetlenség a hinduizmuson belül különböző áramlatokat generált. A legfontosabb ezek közül a tantrikus hagyományokhoz való visszatérés, a tulajdonképpeni tantra, illetve a bhaktizmus. 
A tantrán belül is megkülönböztetünk teista (tulajdonképpeni hindu) vagy ateista (buddhista) tantrát. A teista áramlaton belül, attól függően, hogy melyik istent helyezik középpontba, létezik Saiva, Vaisnava, Sákta, Gánapatja és Szaura ág. A legáltalánosabb a Sákta-tantra, így a tantra tanításait ezen keresztül célszerű bemutatni.
A tantra eredetileg a tudás közvetítésére szolgáló irodalom, akárcsak a védák, puránák vagy dharmasásztrák. 
Eredetileg hét területtel foglalkozik: a világ teremtése, illetve elpusztítása, az istenségek tisztelete, spirituális gyakorlatok, előkészítő szertartások, meditáció és a természetfeletti erők feletti uralom praktikái. 
Tartalmazza továbbá az alkímiai tudás számos elemét: a gyógyítást, a jóslást és a különböző előjelek magyarázatát is.Többnyire jellemző, hogy felfogásában valamely misztikus rituálé segítségével próbál transzcendentális extázist elérni. Maga a tantra szó azt jelenti, hogy "kiterjedni".
A tantrikus mantrák valaha titkosak voltak és csak a tanítómesteren (guru) keresztül lehetett elsajátítani őket. Gurukra ma is szükség van, mivel a mantra megtanulása mellett, annak sikere a guru kegyelmétől is függ. A guru a közvetítő, amelyen keresztül az isteni erő átáramlik a tanítványba, mintegy megtermékenyítve azt a transzcendens tudással.
A tantrizmus érdeme, hogy a hindu pantheonban a nők egyenjogú istenekként szerepelnek, így egyes tanítók tantrikus szövegeiben például Párvati, férjének Sivának a tanítómestere.
A nők is lehetnek guruk, sőt ebben a tevékenységükben a tantrikusok szerint hatékonyabbak is lehetnek a férfiaknál. A tantrikus rituálé általában Dévíre (Párvatí), Siva feleségére irányul. Úgy tartják, hogy ő Siva különleges energiája (sakti), amelyre szükség van a mágikus szertartásokhoz. 
A tantrizmus a kasztok egyenlőségét hirdeti, egyúttal támogatja a tantrizmus terjesztését az érinthetetlenek, sőt a külföldiek között is. A védizmussal ellentétben, amely társadalmi ügy volt a hindu közösségekben, a tantrizmus merőben ezoterikus. A védizmussal való szakítása azonban nem radikális. Azonosak az istenek, a szertartásossága és a karmamárga is ugyanaz. A pantheon tantrikus értelmezése azonban merőben eltérő. Ősi isteneket emel be és ruház fel erős hatalommal (Bhairava, Vírabhadra, Bhairavi, Bagalamukhi, Cshinnamaszta).
A tantrikus nem nyugszik bele az istenek által létrehozott, vagy a szanszára során kialakult körülményekbe, hanem mágikus, transzcendens tudásával aktívan befolyásolja annak kimenetelét. Ezekhez eszközül elsősorban a mantrákat és a jantrákat használja. A jantra (vagy csakra), a mandalához hasonló, isteni erőt ábrázoló geometrikus jel, amelyet többnyire kis fémlapokra karcolnak, de ismertek háromdimenziós jantrák is. Céljuk a mágikus isteni erő megjelenítése.

### Abhakti

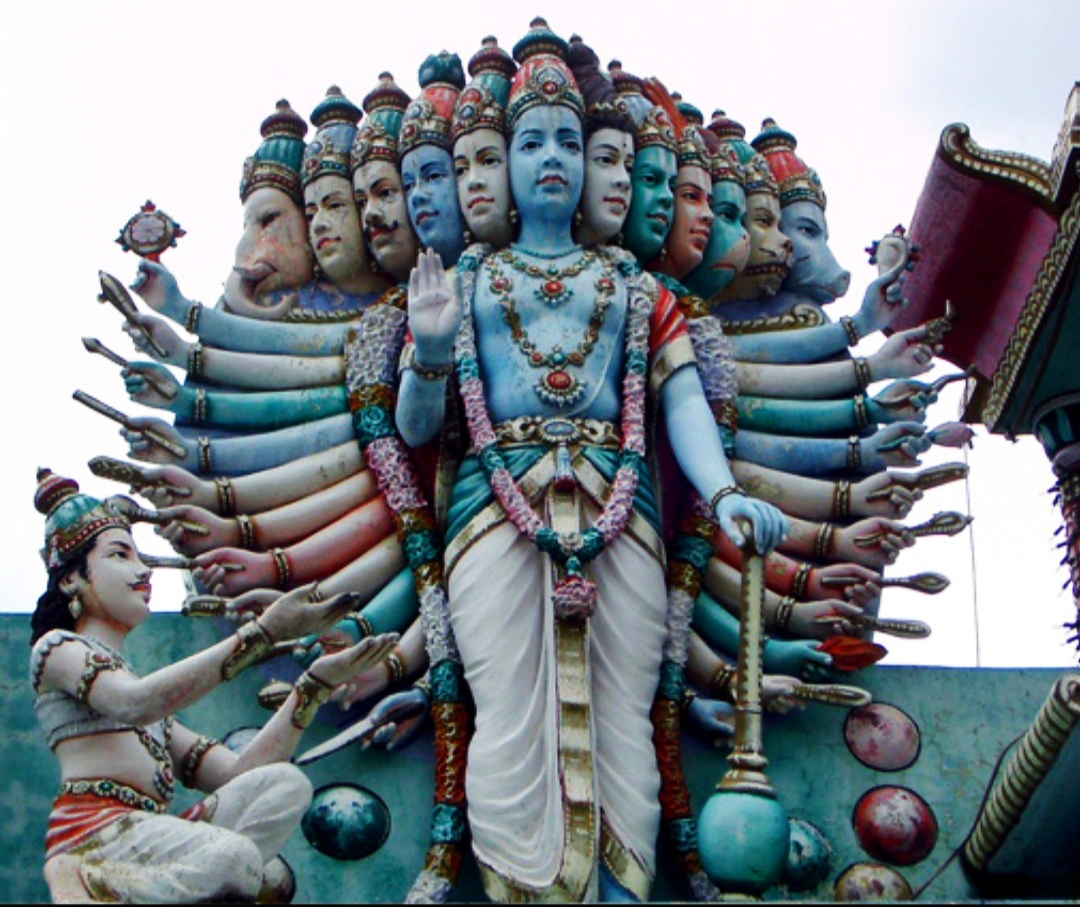
Krisna megmutatja isteni lényegét Ardzsunának

A bhakti Isten feltétlen és odaadó szeretete, egy különösen személyes vonzalom, amelyben minden más anyagi és szellemi viszonyrendszer a háttérbe szorul. Lényegét Patandzsali említi a spiritualitásról írt művében, a Jógaszútrában: Az Isten iránti odaadás és összpontosítás. A bhakti tanítása szerint nem számít a pénz, a hatalom, a műveltség, a vallási ismeret, a tanultság és a mantrák pontos kiejtése, vagy az Istennek szentelt ajándékok értéke. A családi kötelékek ehhez a viszonyhoz képest másodlagosak.
A bhakti az abszolút szeretet (parama prema rúpá). A hívő hátat fordít a világnak, a családnak és életét Isten szeretetének (nem megismerésének vagy a hit vizsgálatának) szenteli. Számára Isten a legfőbb szeretni való.
A bhakti-viszonyok egyike a prema, amely Istent tartja, mintegy az egyetlen férfinak, és minden más női attribútummal rendelkezik. A másik viszonyrendszer a szúta, amely szülő-gyermek kapcsolatra hasonlít. Istenben megnyilvánulhat az anyakép, a mátá, vagy az apakép, a pita is. Lehet barátság, azaz szuhrit is, mint a pándava hős Ardzsuna esetében, aki Krisnában a jóbarátot látta. A bhakti ugyanakkor kölcsönös függőség. A hívő sem létezhet Isten nélkül, és fordítva.
Filozófiai felfogását tekintve egyszerre dualista és teista. Különbséget tesz teremtő és teremtés között, a világ és a lélek dolgait tekintve egyaránt. A megváltás a praszáda , vagyis Isten kegyelme által érhető el. A megváltás után a lélek önállósága megmarad, amely boldogsággal telítődik Isten közelségének tudatában (szánnidhja). Már az i. e. 2. században megjelent és a középkorban számos filozófiai, vallási iskola alapját képezte. Mozgalomként terjedt és fő célja a mechanikus ember-isten viszony helyett, Isten "esztétikus", bensőséges és érzelmi alapokon nyugvó megközelítése. Amíg a hinduizmus nagy áramlatai csak emberi alakjában jelenítették meg Istent, a bhakták az isteni alakot ruházták fel emberi érzelmekkel.
Istennek három alapvető attribútuma van: az igazság (szatjam), a jóság (sivam) és a szépség (szundaram). A bhakti a hívek valamennyi istenhez való viszonyában megjelenhet, de fogalma legerőteljesebben mégis Visnu kultuszához kapcsolódik. Már Visnu hetedik avatárája, Ráma iránt is határtalan szeretet nyilvánult meg népe körében. Krisna, Visnu nyolcadik inkarnációja iránt a szeretet oly mértékű volt, hogy megjelenésével mindenkit elhomályosított a környezetében. Máig számos költő, énekes, táncos és festő művének témája Krisna, akibe Vrádzsa tartomány (ma Észak-India) valamennyi tehénpásztor-lánykája beleszeretett és szerelmében egyesülni akart vele.
Mivel a bhakti alapvető tanítása Isten egyedülvalósága, azaz Ő az egyetlen úr, a vallási tanítások szerepe, a társadalmi hierarchia és a kasztrendszer, valamint a vagyoni viszonyok a hitnek ebben a megnyilvánulási formájában háttérbe szorultak. Ebben a tekintetben a bakhti-mozgalom, bizonyos mértékig, reformer irányzatnak tekinthető, akárcsak a tantrikus változatok, vagy az önálló vallásként továbbfejlődő buddhizmus és dzsainizmus. A bhakti hívei nem utasították el a védákat, mint a buddhisták és a dzsainisták, és nem kezelték azt lenézően, mint ahogy a tantrikusok tették, hanem a vallás teljes felszabadítására törekedtek. Igyekeztek a hinduizmus tanításait az alsóbb kasztok számára is mind szélesebb körben hozzáférhetővé tenni. Isten "egyetlen férfiként" való értelmezése felszabadító hatással volt a nők helyzetére, elismertséget hozva olyan szent életű asszonyoknak, mint Míra Bái, Mella, Szakku Bai, vagy Godadévi. Ezzel együtt bizonyos sikert könyvelhetett el a buddhisták, vagy a dzsainisták „visszatérítésében” is.
A bhakti-mozgalom összességében friss szemlélettel oltotta be a hinduizmus rendkívül szerteágazó, de helyenként megmerevedett áramlatait. Reformtörekvése azonban sikertelen maradt, mivel a vallási, társadalmi rendszerek (pl. a kasztrendszer) reformját nem alapjaiban képzelte el, hanem megelégedett azzal, hogy alacsonyabb kasztok tagjai is felemelkedhessenek a magasabb, akár a papi kasztokba is. Az évszázadok folyamán a bhakti hatása mégis tartós maradt, és ez alól a hatás alól a szigorú hindu ortodoxia sem tudta kivonni magát.

#### Krisna-tudat,ISKCON
A Krisna-tudat teológiáját a 15. századi bhakti-jógi, a már életében Krisna avatárjaként tisztelt Srí Caitanya által hirdetett eksztatikus vaisnavizmusból származtatják. Kiteljesedése a 20. században, az 1886-ban Abhay Charan De néven született Szvámi Prabhupáda nevéhez fűződik, akit hasonlóan India más szellemi vezetőihez, szentként tisztelnek hívei. Hetvenéves korában, 1965-ben elhagyta Indiát és az Egyesült Államokba utazott, ahol 1969-ben San Franciscóban megalapította az ISKCON-t, a Krisna-tudat Nemzetközi Szervezetét. Mintegy ötven könyvét megközelítőleg tízmillió példányban adták ki.
A Krisna-Tudat Nemzetközi Szervezete (ISKCON), vagy ismertebb nevén a „Hare Krisnások” a nagyvárosi utcák ismerős alakjai világszerte. A könyveket ajánló fiatalok dobkísérettel, énekkel dicsőítik Krisnát igaz bhaktákhoz méltóan.
Szvámi Prahubpada tanításaiban a bhakti útját követte: teljes áhítatot hirdetett Krisna iránt, tanítása szerint az önmegtartóztatás és a szeretet megnyitja a lelket a Krisna-tudat előtt.
A védikus bölcsesség szerint a tisztaság, a lemondás, az igazmondás és a kegyesség a vallás négy egyetemes alapelve. Ezek következetes alkalmazása a vallási gyakorlatok végzésével együtt biztosítja az ember lelki felemelkedését, elutasításuk pedig erkölcsi és lelki hanyatláshoz vezet. Az erkölcsi alapelvek szellemében a Krisna-hívők négy szabály követését tartják különösen fontosnak:
1. a húsevés beszüntetése könyörületesség az állatok iránt, ugyanakkor fejleszti az együttérzésre való képességet,
2. a kábító- és mámorítószerektől való tartózkodás a lemondásnak, a mértékletes életmódnak kedvez,
3. a korlátozatlan nemi élet elkerülése biztosítja a belső tisztaságot,
4. a szerencsejátékok és a pénzügyi spekuláció elkerülése pedig abban segít az embernek, hogy igazmondó és becsületes maradjon.

## Országonként
Az indiai szubkontinensen kívül a hindu vallású emberek zömét (csekély kivétellel) a világ más tájaira került indiaiak és leszármazottaik teszik ki.
Hindu vallásúak a lakosság százalékábanː

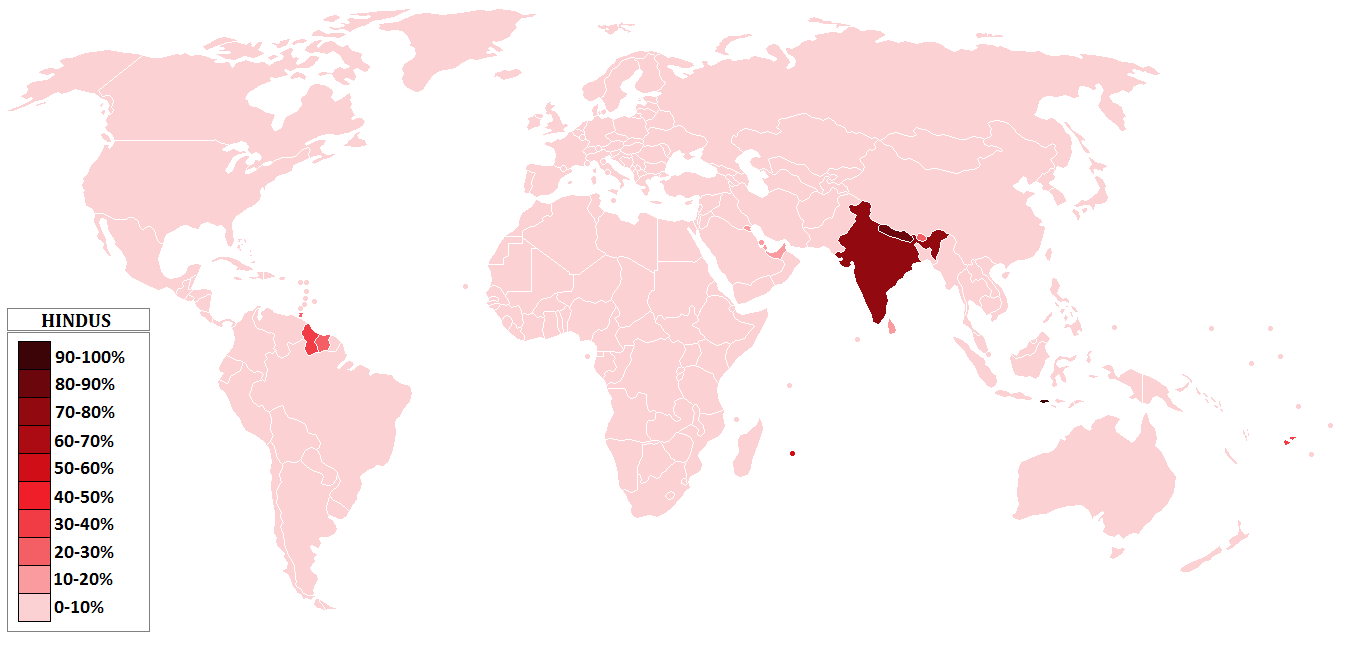
Hindu vallásúak a lakosság százalékában, 2013.

1. Nepál 81.3%[45]
2. India 79.8%[46]
3. Mauritius 54% [47]
4. Fidzsi-szigetek 33.7% [48]
5. Guyana 28% [49]
6. Bhután 25% [50]
7. Suriname 22.3% [51]
8. Trinidad és Tobago 18.2% [52]
9. Egyesült Arab Emírségek 15% [53]
10. Srí Lanka 12.6% [54]
11. Kuvait 12% [55]
12. Banglades 9.6% [56]
13. Bahrein 8.1% [57]
14. Réunion 6.7% [58]
15. Malajzia 6.3% [59]
16. Szingapúr 5.1%
17. Omán 3%
18. Seychelle-szigetek 2.1% [60]
19. Új-Zéland 2.0% [61]
20. Pakisztán 1.8%
21. Indonézia 1.7% [62]
22. Egyesült Királyság 1.7% [63]

## Megjegyzés
1. ↑  A hindu felfogás szerint az újjászületések folyamata (szanszára) mindenkit eljuttat a végső megszabadulás (móksa) lehetőségéhez, és nincs szükség arra, hogy a hinduk felkerekedjenek és felgyorsítsák a folyamatot. A 19. században azonban társaságok alakultak a hinduizmus (vagy hindu szemléletmód) terjesztésére; a 20. század leggyorsabban fejlődő új vallási mozgalmai közül több is a hinduizmusban gyökerezett és igen sok embert vonzott. Indiában a vallás annyiféle formát vehet fel, hogy egy elismert vallás kiegészítése sokkal ritkább, mint annak új, jelenkori formába öntése. Erre példa a Krisna tudatú Hívők Nemzetközi Közössége (ISKCON), melynek célja az állandó Krisna-tudat kifejlesztése. A Krisna-tudat célja, hogy megtisztítva az anyagi szennytől felébressze az emberben alvó szeretetet Isten, azaz Krisna iránt, s hogy őt odaadóan szolgálja. Aki belép a közösségbe, annak élete gyökeresen megváltozik. Még neve sem marad a régi: az új Krisna-név mutatja a Krisna-tudathoz való teljes tartozást. 1966-ban volt alapítva azzal a céllal, hogy a „Krisna-tudat tudományát” tárja a nyugati világ elé. A Magyarországi Krisna-tudatú Hívők Közössége 1975-ben kezdett működni, hivatalosan 1990-ben jegyezte be a Fővárosi Bíróság.